# Orgueil et Préjugés (mini-série, 1995)
Vous lisez un « article de qualité » labellisé en 2010.
Pour les articles homonymes, voir Orgueil et Préjugés (homonymie).
Orgueil et Préjugés (Pride and Prejudice) est une mini-série télévisée britannique en six épisodes de 50 minutes, produite par Sue Birtwistle et réalisée par Simon Langton sur un scénario d'Andrew Davies d'après le roman éponyme de Jane Austen. Diffusée pour la première fois entre le 24 septembre et le 29 octobre 1995 sur BBC One, puis du 14 au 16 janvier 1996 sur A&E Network aux États-Unis, en trois doubles épisodes de 90 minutes, elle fait rapidement l'objet d'éditions en vidéocassettes, puis en DVD et enfin en Blu-Ray. En juin 2012 Arte inaugure par cette mini-série un cycle consacré à Jane Austen.
Cette adaptation, qui se veut très fidèle à l'œuvre, pleine d'humour et de vitalité, a permis à de nombreux téléspectateurs de découvrir que Jane Austen n'est pas seulement un « écrivain scolaire », et a relancé l'intérêt pour ses romans. Véritable série culte au Royaume-Uni et dans d'autres pays de culture britannique, elle a joué un rôle important dans la carrière de Colin Firth et a obtenu de nombreuses récompenses en 1996, dont le BAFTA de la meilleure actrice pour Jennifer Ehle et un Emmy Award pour les costumes.
Elle est à l'origine de nombreux sites anglophones consacrés à Jane Austen, comme le très sérieux Republic of Pemberley ; elle a augmenté l'audience des sites des Jane Austen Society ; elle est aussi une des sources du Journal de Bridget Jones (Bridget Jones’s Diary), d’Helen Fielding, publié en 1996, ce qui est encore plus flagrant dans le film qui en a été tiré, où Colin Firth joue Mr Darcy, et a inspiré une nouvelle forme de « tourisme austenien » dont profite le National Trust : la visite des lieux de tournage, comme Lyme Park, sur les pas d'Elizabeth et de Darcy.

## Synopsis
Cette adaptation se veut une transposition fidèle du roman de Jane Austen, sa longueur lui permettant de garder la plupart des situations et des personnages qui s'y trouvent : pour plus de détails, voir Construction et découpage.
Mrs Bennet n'a qu'un but dans la vie : trouver un riche mari pour chacune de ses cinq filles, afin de leur assurer un avenir serein. Elle espère que l'une d'elles saura plaire à leur nouveau voisin, le sympathique et riche Charles Bingley qui vient de louer la somptueuse demeure de Netherfield. Malheureusement, il est accompagné de ses deux sœurs et de son meilleur ami, Mr Darcy, lesquels voient d'un très mauvais œil le fait que Charles s'éprenne de Jane, l'aînée des Bennet, car tous trois jugent la famille, à l'exception de Jane, tout juste fréquentable.
Elizabeth, la cadette, suit avec attention l'évolution des sentiments de sa sœur préférée, tout en acceptant les attentions de l'officier Wickham, un milicien séduisant qui ne la laisse pas indifférente. L'œil pétillant de malice, elle observe la société provinciale dans laquelle il lui faut vivre. Elle avoue aimer rire chaque fois qu'elle le peut de la sottise d'autrui. Mais la façon dont l'orgueilleux Mr Darcy s'est conduit à son égard lors de leur première rencontre ne l'a pas fait rire du tout : il ne l'a pas trouvée assez jolie pour l'inviter à danser. Cette « offense capitale » est à l'origine du « préjugé » qu'elle nourrit contre lui. Vexée plus qu'elle ne veut se l'avouer, elle tend une oreille complaisante aux calomnies de Wickham, et, par sens de la dignité, se sent obligée de défendre sa famille, même si elle souffre, elle aussi, du manque de bienséance dont font preuve sa mère et ses plus jeunes sœurs, Lydia surtout.
Pendant ce temps, Darcy se voit forcé de revoir son jugement sur Elizabeth : plus il l'observe, plus il l'apprécie, même si leurs conversations sont très tendues, car elle n'a aucune sympathie pour lui. Quand les Bingley repartent à Londres pour l'hiver, toutes relations avec les Bennet semblent rompues, et Jane en souffre. Cependant, le hasard réunit Elizabeth et Darcy au printemps à Rosings Park, chez Lady Catherine de Bourg. Apprenant, incidemment, qu'il s'est vanté d'avoir préservé son ami d'un mariage imprudent, Elizabeth en est malade de colère. C'est alors que, malgré son préjugé de caste, Darcy vient la demander en mariage ; mais elle le rejette, lui reprochant son comportement suffisant et hautain, son injustice envers Wickham et son intervention pour séparer Bingley de sa sœur Jane, qui l'aimait.
Blessé, Darcy prend alors la peine d'expliquer, et de justifier, dans une longue lettre, les actes qu'elle lui reproche. De retour à Longbourn, Elizabeth est soulagée de voir partir Wickham, mais s'inquiète de la tristesse de Jane. Elle ne peut, non plus, convaincre son père qu'il est imprudent de laisser Lydia accompagner la milice. Le voyage estival dans le Derbyshire auquel l'invitent son oncle et sa tante est un heureux dérivatif. Et lorsque le hasard les réunit à nouveau quand elle visite le beau domaine de Darcy, Pemberley, Darcy se montre si ouvert, si amical, si heureux de lui faire rencontrer sa sœur Georgiana, qu'elle en est troublée.
Mais la découverte de la fuite de Lydia avec Wickham, qu'elle ne peut lui cacher, semble les séparer définitivement : après un tel scandale, ni elle ni ses autres sœurs ne peuvent plus envisager un « bon » mariage. Maintenant consciente qu'elle aime Darcy, elle souffre, persuadée qu'il ne peut que la mépriser. Elle ignore qu'il est parti à la recherche des deux fuyards et s'est allié à son oncle Gardiner pour les obliger à se marier, sauvant ainsi, discrètement, la famille de l'opprobre et du déshonneur. Elle l'apprend avec stupéfaction par une indiscrétion de Lydia ; elle comprend alors toute l'étendue de la générosité de Darcy, car elle n'ose penser qu'il l'aime toujours.
Le retour de Bingley à l'automne, bien décidé à renouer avec Jane, redonne cependant espoir à Elizabeth. L'annonce de leurs fiançailles la ravit et elle résiste fièrement à Lady Catherine, venue expressément à Longbourn essayer de l'intimider. Lorsque Bingley ramène peu après Darcy à Longbourn, elle peut maintenant répondre favorablement et avec bonheur à sa deuxième demande. Elle a cependant un peu de mal à convaincre Jane et son père qu'elle l'aime sincèrement, mais le double mariage est bientôt célébré dans la joie.

## Distribution

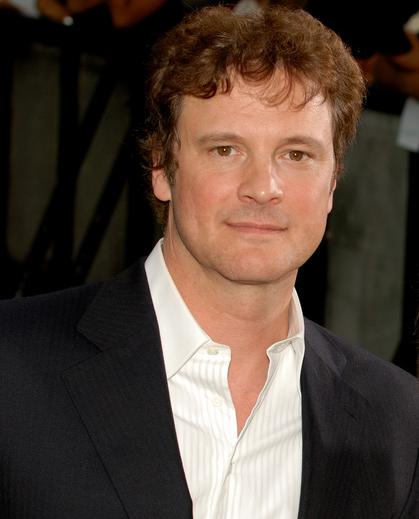
Colin Firth (Darcy), en 2005

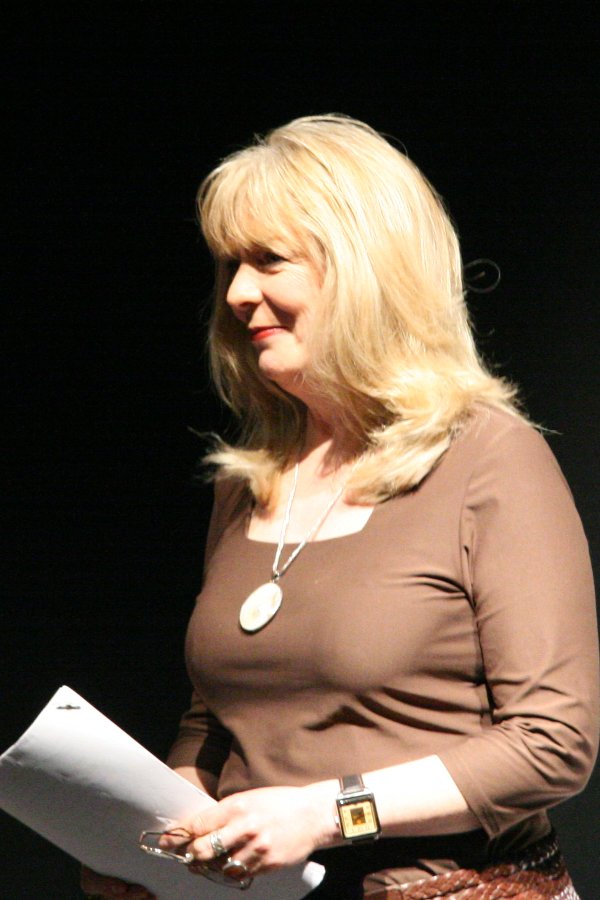
Alison Steadman (Mrs Bennet), en 2006

- Colin Firth (V.F. : Gabriel Le Doze)[3] : Fitzwilliam Darcy
- Jennifer Ehle (VF : Catherine Le Hénan) : Elizabeth Bennet
- Alison Steadman (V.F. : Jocelyne Darche) : Mrs Bennet
- Julia Sawalha : Lydia Bennet
- Susannah Harker (V.F. : Claudine Grémy)[4] : Jane Bennet
- Benjamin Whitrow (VF : Jean-Pierre Cassel) : Mr Bennet
- David Bamber (V.F. : Michel Mella) : Mr Collins
- Barbara Leigh-Hunt (V.F. : Jacqueline Cohen) : Lady Catherine de Bourgh
- Crispin Bonham-Carter (V.F. : William Coryn) : Charles Bingley
- Anna Chancellor (V.F. : Françoise Blanchard) : Caroline Bingley
- Adrian Lukis (V.F. : Jérôme Keen)[4] : George Wickham
- Anthony Calf (V.F. : Emmanuel Curtil) : colonel Fitzwilliam
- Lucy Scott (V.F. : Frédérique Tirmont) : Charlotte Lucas
- Lucy Briers (V.F. : Virginie Méry) : Mary Bennet
- Polly Maberly (V.F. : Nathalie Régnier) : Kitty Bennet
- Lynn Farleigh (V.F. : Jacqueline Staup) : Mrs Phillips
- Lucy Robinson (V.F. : Brigitte Virtudes) : Mrs Hurst
- Rupert Vansittart : Mr Hurst
- Christopher Benjamin : Sir William Lucas
- Lucy Davis : Maria Lucas
- Nadia Chambers (rôle muet) : Anne de Bourgh
- Joanna David (V.F. : Christine Delaroche) : Mrs Gardiner
- Tim Wylton (V.F. : Georges Berthomieu) : Mr Gardiner
- Emilia Fox : Georgiana Darcy

## Fiche technique

### Équipe technique
- Scénario : Andrew Davies
- Réalisation : Simon Langton
- Productrice : Sue Birtwistle
- Producteur exécutif : Julie Scott

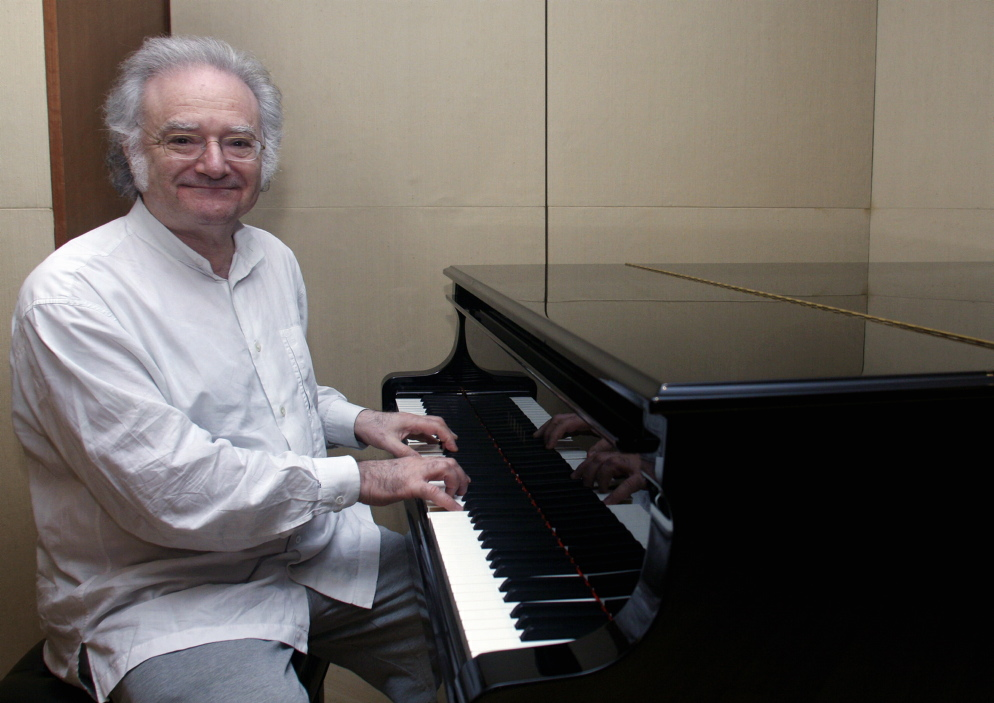
Carl Davis (2014)

- Producteur délégué : Michael Wearing
- Directeur de production : Paul Brodrick
- Directeur artistique : John Collins, Mark Kebby
- Chef décorateur : Gerry Scott
- Ingénieur du son : John Downer, Michael Feinberg
- Directeur de la photographie : John Kenway
- Régisseur général : Sam Breckman
- Costumes : Dinah Collin
- maquillage : Caroline Noble
- Chorégraphie : Jane Gibson
- Musique originale : Carl Davis
- Musiciens : Melvyn Tan (pianoforte), Andrew Shulman (violoncelle)

## Historique de la télésuite

### Genèse
Il s'est passé neuf ans entre la soirée de novembre 1986 où la productrice Sue Birtwistle proposa à Andrew Davies d'écrire une nouvelle adaptation de Pride & Prejudice, et la première diffusion à l'automne 1995. Il y avait déjà eu une demi-douzaine d'adaptations pour la télévision depuis 1938, la plus récente datant seulement de 1980, mais toutes présentées en direct ou tournées en vidéo, donc essentiellement en studio. Sue Birtwistle, qui avouait les trouver toutes un peu « anémiques », désirait produire une version filmée.
Le projet ne commence à prendre forme qu'au début de 1993, quand ITV Network et la BBC s'y intéressent à nouveau. Le feu-vert donné et le réalisateur Simon Langton trouvé, la préproduction (recherche et choix des trente-quatre lieux de tournage et des acteurs ; construction des huit décors en studio ; création de garde-robes adaptées au caractère des personnages principaux ; auditions des acteurs pressentis, etc.) démarre en janvier 1994,.

### Le scénario
Très fidèle au roman, jusque dans la reprise mot pour mot de nombreux dialogues, il porte la patte du scénariste Andrew Davies. Partisan du « show don't tell » (« montrez, ne racontez pas »), il voulait non seulement restituer le ton et l'esprit du roman mais aussi exploiter au maximum les possibilités visuelles du récit, pour créer une œuvre télévisuelle aussi vivante que possible.

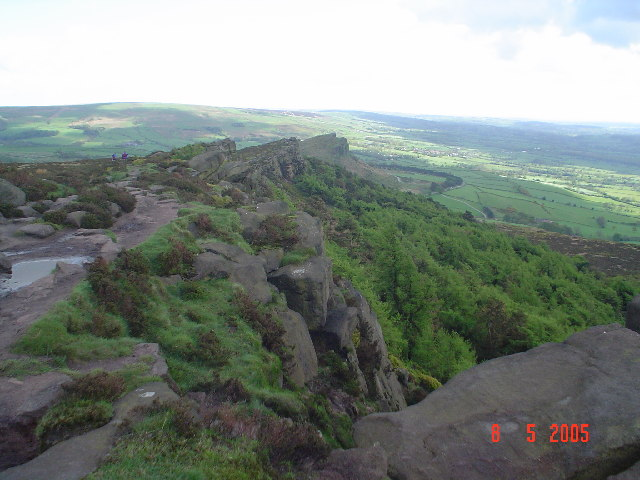
The Roaches dans le Peak District : Elizabeth y grimpe, dans l'épisode 4, pour contempler et admirer le paysage du Derbyshire.

Le passage d'une œuvre écrite à un support visuel nécessitant inévitablement des transpositions, Davies justifie l'ajout de séquences totalement inventées pour montrer ce qui, dans le roman, se présente sous forme de récits, de commentaires ou d'explications données par le narrateur : la séquence d'ouverture, par exemple, montre deux jeunes gens galopant dans la campagne en direction de Netherfield, puis, en plan rapproché, une jeune fille qui les regarde de loin faire la course, avant de retourner chez elle en bondissant. Cette séquence initiale fonctionne comme une scène d'exposition : elle donne un aperçu du caractère des personnages principaux (Bingley, ouvert, impulsif ; Darcy, hautain, méprisant les « manières campagnardes » ; Elizabeth, pleine de vitalité), et de la nette différence de leur niveau socio-économique (ce qui est un des problèmes traités dans le roman), en montrant Netherfield puis la demeure plus modeste et fort animée des Bennet. L'image permet aussi d'ajouter des gestes ou des scènes symboliques : ainsi, dans la première partie, Darcy est souvent montré de profil ou observant l'extérieur de l'embrasure d'une fenêtre, ce qui souligne son désintérêt (ou son mépris) pour la société qui l'entoure, Lydia, dans l'épisode 4, rate en riant une marche et manque tomber en montant dans la voiture qui va la mener à Brighton.
Cependant, le personnage de Darcy est beaucoup plus largement développé que dans le roman (où il reste longtemps mystérieux, ne s'expliquant qu'à la fin), ainsi que dans toutes les autres adaptations. Andrew Davies reconnaît avoir écrit plutôt une « histoire sur Elizabeth et Darcy qu'une histoire sur Elizabeth », car il pense que c'est « son attirance pour Elizabeth qui est le moteur de l'intrigue ». Il souhaitait aussi mettre en évidence - ce qui n'est qu'en filigrane dans le roman - ses qualités d'homme d'action. Cependant, Elizabeth reste incontestablement le personnage principal : son énergie et sa vitalité sont visualisées dans les scènes où on la voit se promener seule, sauter un échalier, courir, grimper sur des rochers ou dévaler les escaliers. Et rares sont les scènes dans lesquelles elle n'apparaît pas.
En outre, le fait que la série comporte six épisodes de cinquante minutes permet de conserver des personnages secondaires comme Maria Lucas, les Hurst, les enfants Gardiner, et de prendre en compte, en les transformant en séquences visuelles, des éléments du récit et les nombreuses lettres que le roman contient. Ainsi, au début de l'épisode 4, les confidences épistolaires de Darcy sur Wickham et Georgiana sont illustrées par de brèves scènes qui ponctuent le texte en voix off ; dans l'épisode 5, Mr Collins vient présenter en personne ses « condoléances » aux Bennet, alors que c'est par lettre dans le roman. Ce procédé permet aussi une lecture à deux niveaux : ce qu'on voit suggère parfois autre chose que ce qui est dit par la voix hors champ, l'exemple le plus net étant, au début de l'épisode 3, la visite de Jane à Miss Bingley à Londres, l'image montrant une Caroline Bingley bien plus froide que ce qu'en écrit Jane.

### La pré-production

#### Choix des interprètes
Le défi consistait à trouver des acteurs à l'air spirituel, séduisant, mais aussi vraisemblables en costumes empire, et d'âge aussi proche que possible des personnages du roman, tout en étant assez expérimentés. Sue Birtwistle, qui tenait particulièrement à Colin Firth, avec qui elle avait déjà travaillé, a dû beaucoup insister pour qu'il accepte le rôle de Darcy. Jennifer Ehle a été choisie parmi une demi-douzaine de candidates sérieuses. Le choix des rôles principaux a ensuite conditionné les autres : d'abord, les autres filles Bennet, dont l'âge s'échelonne entre 15 et 22 ans, et qui devaient avoir un air de famille, tout en étant facilement reconnaissables. Des centaines d'actrices entre 15 et 28 ans furent auditionnées, celles qui semblaient convenir firent un bout d'essai en costume.
Des acteurs confirmés, comme Alison Steadman, Barbara Leigh-Hunt et Benjamin Whitrow furent engagés sans audition ni bout d'essai préalables. Parfois un acteur pressenti pour un rôle est engagé pour un autre : ainsi Crispin Bonham-Carter, qui avait été pressenti pour jouer George Wickham, a finalement été choisi pour jouer Bingley, les producteurs désirant souligner le contraste d'allure et de comportement avec Darcy. Lucy Davis, jugée trop inexpérimentée pour tenir le rôle de Lydia, se vit proposer celui de Maria Lucas. Trouver une jeune actrice d'aspect timide et innocent, et sachant jouer du piano, pour interpréter Georgiana Darcy, fut particulièrement difficile, et Simon Langton proposa finalement Emilia Fox (19 ans), la fille de Joanna David (Mrs Gardiner).

#### Recherche des lieux de tournage

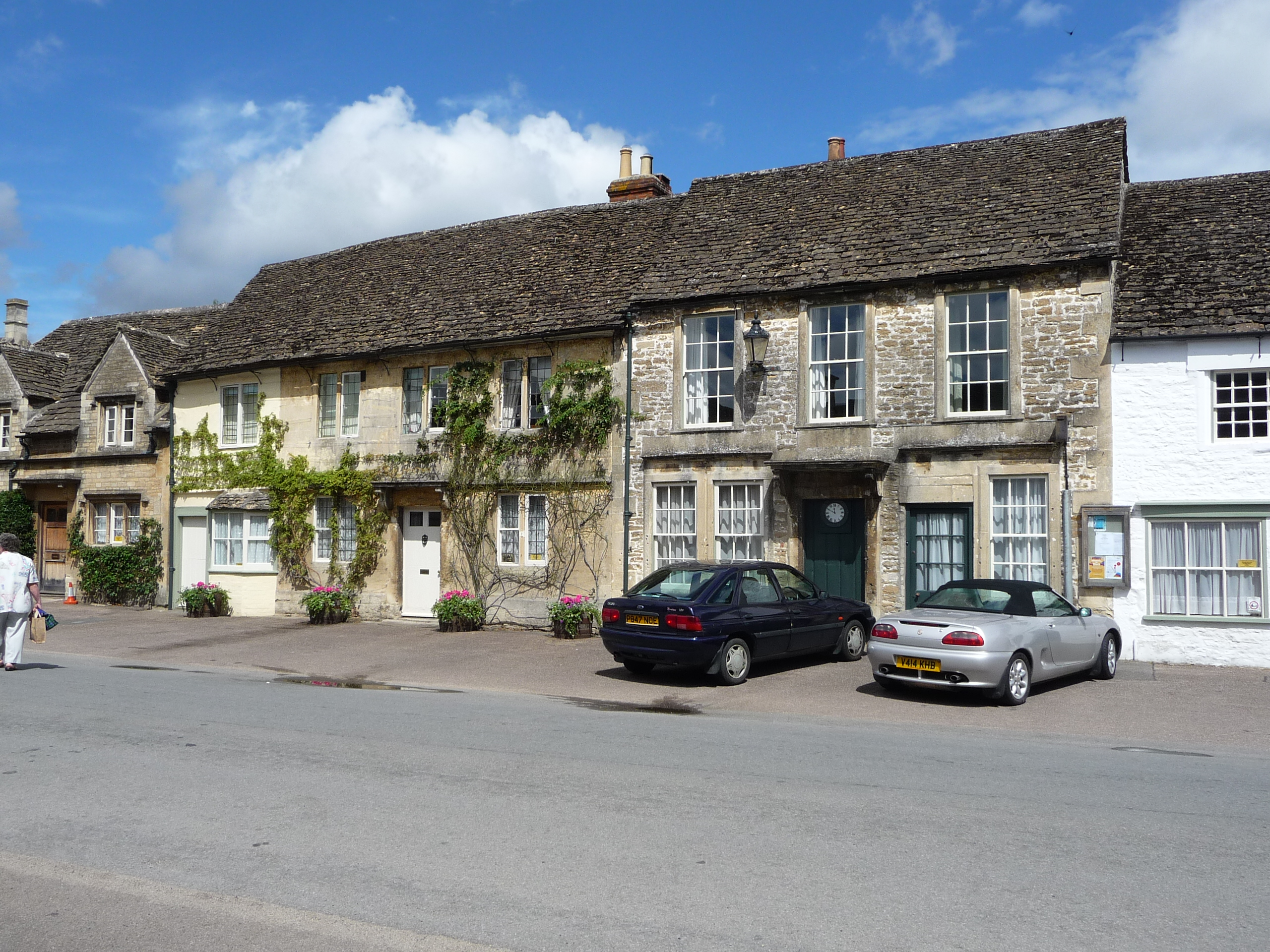
Avec quelques aménagements (les portes, le revêtement des rues), Lacock devient Meryton, la bourgade proche de Longbourn.

Trouver des lieux de tournage et négocier un contrat avec le propriétaire prend du temps. Ainsi, la négociation avec le National Trust, propriétaire du village de Lacock prit cinq mois. Gerry Scott, la responsable des décors, considérant Lacock parfait pour figurer Meryton, le repéreur (location manager) Sam Breckman chercha Longbourn dans les environs, et le trouva à Luckington Court dont la propriétaire s'est montrée très coopérative.
Pour limiter d'onéreux déplacements, on chercha Pemberley et les autres lieux de tournage plus ou moins dans la même région, bien que Rosings et Hunsford soient situés dans le Kent par Jane Austen. Pemberley, se trouvant dans le Derbyshire, se doit d'avoir un style caractéristique du Nord de l'Angleterre, mais Chatsworth House étant explicitement nommé dans le roman (et nécessitant un revenu nettement supérieur à celui donné à Darcy), c'est Lyme Park qui a été choisi pour représenter le domaine. Comme il n'était pas possible de tourner à l'intérieur du château (dont l'agencement, de toutes façons, ne convenait pas), ce sont les luxueux intérieurs de Sudbury Hall qui n'est pas trop éloigné, et dont les extérieurs ne pouvaient être utilisés, qui servirent de « split location » (lieux de tournage séparés). Et grâce à l'été particulièrement ensoleillé de 1994 il fut possible de tourner les extérieurs sans prendre de retard.
Pour certaines scènes, il était plus simple de construire les décors en studio, quitte à s'inspirer des lieux réels utilisés par ailleurs. Ainsi ont été reconstituées la salle du relais de poste du quatrième épisode, inspirée d'une salle de l'Abbaye Sainte-Marie de Lacock où sont tournés les extérieurs, et la salle de bal de Meryton, dont la façade est celle du pub The Red Lion de Lacock ; mais aussi le salon des Lucas à Lucas' Lodge (épisodes 1 et 3), celui de Mrs Philips à Meryton (épisodes 2 et 3), la salle à manger de l'auberge de Lambton (épisodes 4 et 5), et les deux chambres (à Londres et Newcastle) où l'on voit Lydia et Wickham (épisodes 5 et 6).

#### Réalisme historique
Vie quotidienne

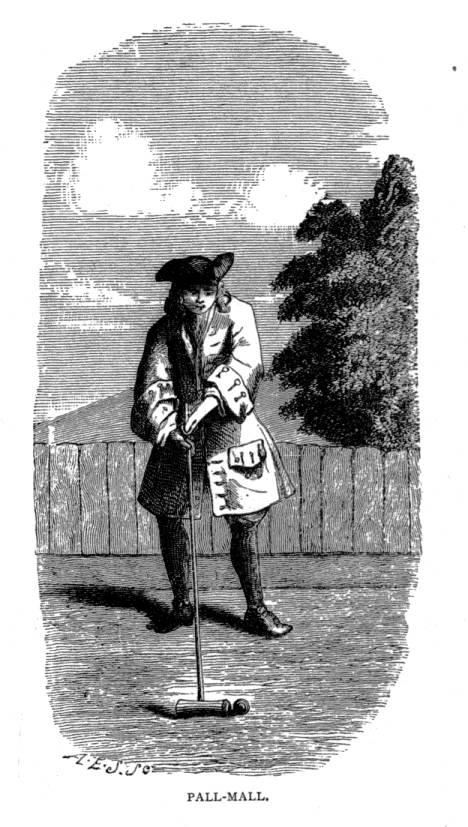
Le jeu de mail, un jeu très ancien d'origine française, ancêtre du croquet, est toujours populaire dans les pays anglo-saxons.

Un grand soin est apporté à la couleur locale et historique, sans vouloir faire toutefois de la reconstitution, le but étant de recréer l'esprit du temps pour le public actuel. Ainsi, les tentures et tapisseries, très claires chez les Bennet ou à Pemberley, comme à l'époque, sont choisies dans des couleurs plus soutenues pour les Lucas ou Lady Catherine, soulignant leur goût ostentatoire. De même les pianos qui ornent chaque demeure ont des tailles adaptées à la fortune de leur propriétaire.

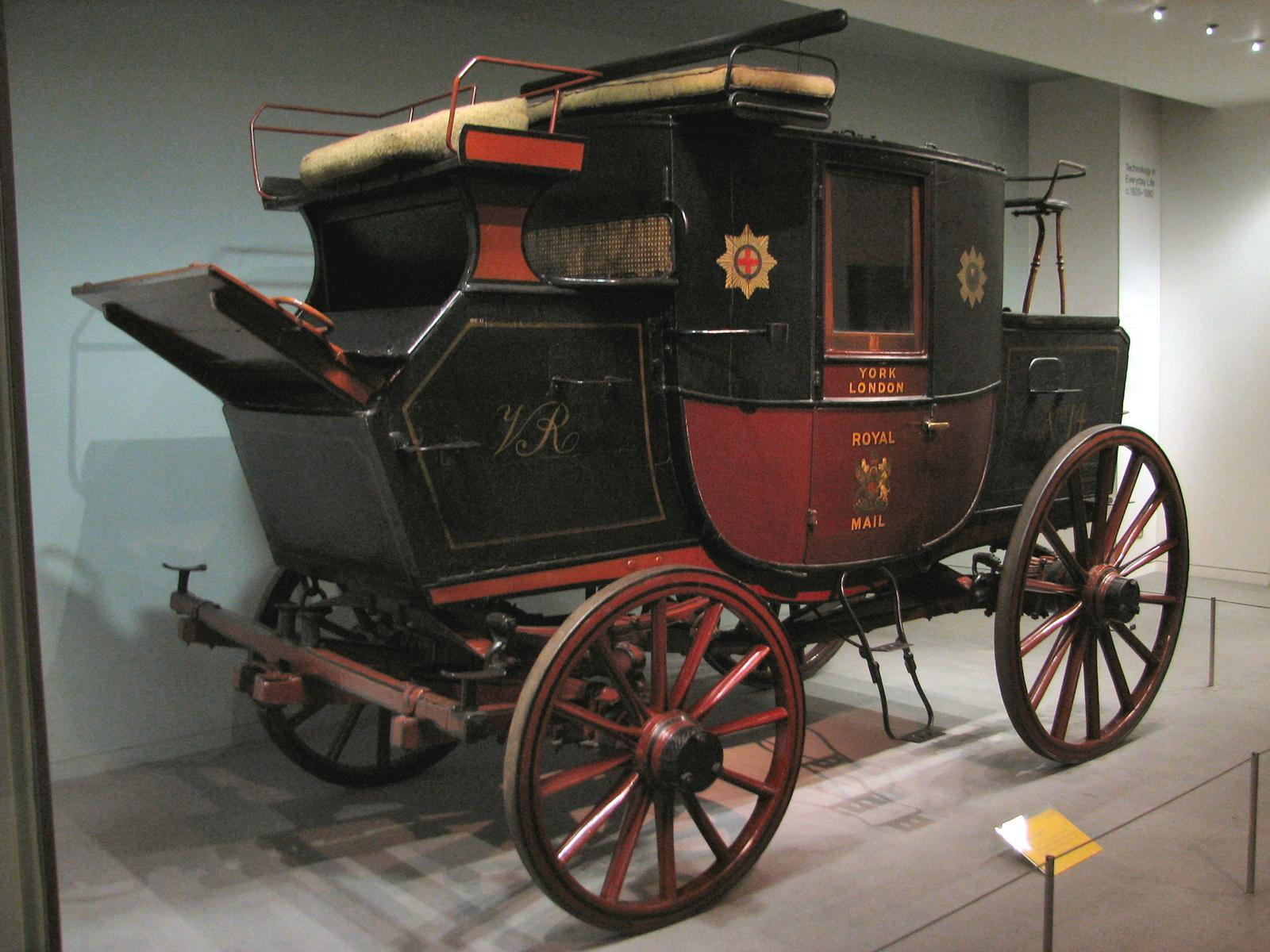
Un mail coach, semblable à celui emprunté par Elizabeth et Maria.

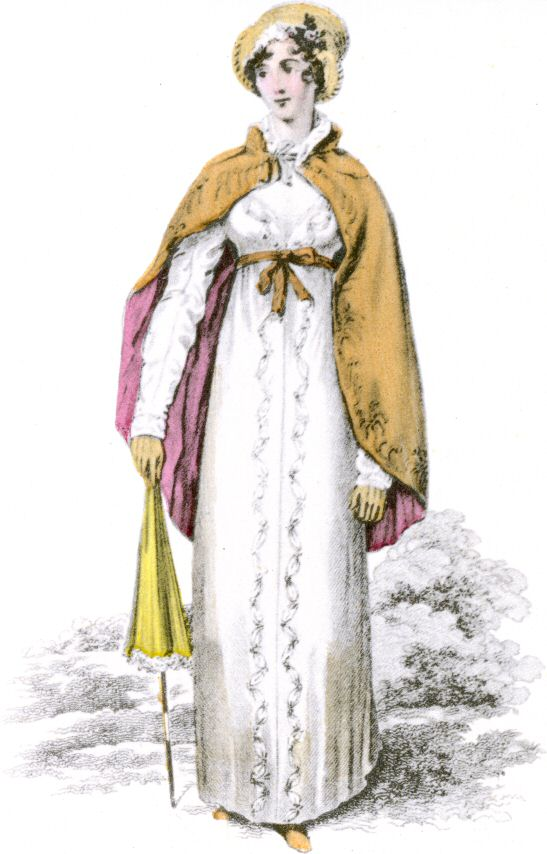
Vêtements pour la promenade, vers 1813 (mousseline brodée, gants et ombrelle).

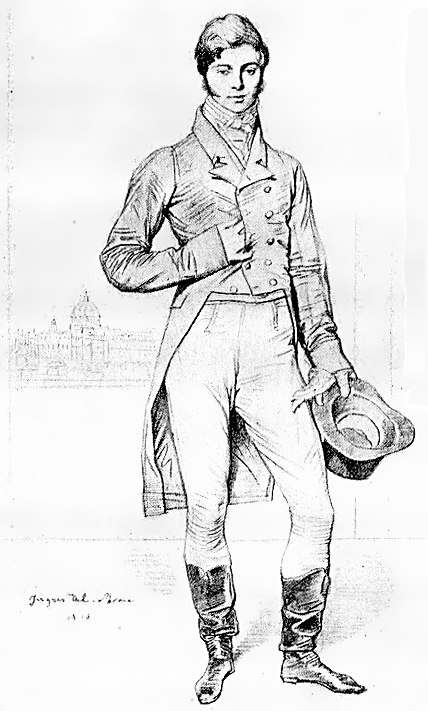
Exemple d'élégance masculine : Lord Grantham par Dominique Ingres, 1816.

Un soin particulier est apporté aux nombreuses scènes de dîner, puisque la vie sociale de l'époque était souvent organisée autour des repas. Les différents plats, par exemple, sont disposés tous en même temps sur la table, selon les usages du temps. Le dîner qui suit le bal de Netherfield est particulièrement somptueux, afin de souligner la différence du niveau de vie entre les Bingley et leurs invités. Cette longue séquence (six minutes et demie) a été tournée six semaines après la scène du bal proprement dite.
Il est important aussi que les personnages aient des activités historiquement vraisemblables et correspondant à leur caractère. Ainsi voit-on Mrs Bennet faire de la tapisserie, Jane raccommoder ou broder, Elizabeth se promener, lire et un peu broder, Mary lire ou jouer du piano, Kitty mettre un nouveau ruban à son chapeau, jouer au croquet avec Lydia ou au bilboquet, Lydia se balancer, danser, rire, les messieurs chasser, les Bingley jouer aux cartes, Darcy lire, écrire ou faire une partie de billard…
Les déplacements nécessitent à l'époque chevaux et véhicules, et la différence de rang apparaît aussi dans les véhicules utilisés. Les chevaux ont été choisis en fonction de leur cavalier, les véhicules en fonction de leurs propriétaires : celui de Lady Catherine, avec cocher et postillon est le plus luxueux ; Mr Collins n'a qu'un gig ; les Gardiner voyagent en landau ; Darcy tantôt dans une voiture légère, tantôt dans une confortable berline tirée par un équipage de quatre chevaux à la même robe alezan (a coach and four) ; Elizabeth et Maria Lucas rentrent de Rosings par le mail coach ; les couples mariés montent dans d'élégantes calèches.
Vêtements et coiffures
Dinah Collin, la responsable des costumes, souhaitait que les costumes correspondent à l'époque (1813), mais aussi au style et au caractère du personnage, ainsi qu'à l'acteur choisi pour l'interpréter. Les vêtements de la plupart des acteurs principaux ont donc été créés spécifiquement pour eux, souvent en leur demandant leur avis : ainsi Darcy porte fréquemment un pantalon à pont, ses habits sont en général sombres ou noirs ; Bingley porte plutôt une culotte à l'ancienne et des couleurs chaudes, des tweeds ; les filles Bennet ont des vêtements faits maison, en mousseline de coton imprimée ou brodée ; les sœurs Bingley arborent des robes sophistiquées, très « haute-couture », en soie, Lady Catherine une robe inspirée par un portrait de la reine Caroline, l'épouse du Prince-Régent. Tous ces costumes sont ensuite entrés dans la réserve du costumier Cosprop.
Les coiffures s'inspirent de documents et gravures d'époque, mais sont personnalisées. Ainsi, chacune des demoiselles Bennet se distingue par son style : Jane, l'aînée, arbore la longue chevelure châtain clair (encore éclaircie) de Susannah Harker et des chignons élaborés dans le style classique grec alors à la mode ; Elizabeth, en contraste, a les cheveux châtain foncé, bouclés et simplement relevés – ce qui implique une perruque (trois en réalité) pour Jennifer Ehle. Jane Austen précisant que Mary est la seule à ne pas être jolie, l'actrice Lucy Briers a un visage enlaidi et des cheveux gras ; Kitty, qui est coquette, une coiffure un peu élaborée, mais pas autant que Jane ; Lydia a l'air toujours un peu décoiffé. Mrs Bennet porte elle aussi une perruque à boucles accompagnant ses hochements de tête nerveux. Acteurs et musiciens ont dû laisser pousser leurs cheveux. Comme on imagine en général Darcy avec une chevelure sombre, on a foncé les cheveux châtains de Colin Firth ; on a donné à la chevelure de David Bamber (Mr Collins) l'aspect d'une calvitie naissante.

### Le tournage

#### Déroulement
Il dura cinq mois et fut précédé de deux semaines consacrées aux répétitions, à l'apprentissage des danses… Il débuta en juin 1994 dans le Lincolnshire et se termina le 1er novembre à Warwick, près de Coventry (Darcy à Londres). Deux scènes importantes furent repoussées aux derniers jours d'octobre : la scène de la deuxième demande en mariage le dernier jeudi d'octobre, et celle entre Elizabeth et Lady Catherine le lendemain, le temps des jours précédents étant trop maussade.
L'action dans le roman dure environ quinze mois, débutant en septembre et s'achevant l'hiver de l'année suivante. Cette adaptation, outre le choix de paysages bucoliques et de country houses aux parcs somptueux, symboles d'une Angleterre classique, voire mythique, s'attache à montrer le passage du temps et la succession des saisons qui rythme les relations entre les personnages. Pour ce faire, on commença en juin par les scènes situées au printemps (qui prennent place à la fin de l'épisode 3 et au début du 4) : chez Lady Catherine à Rosings Park et chez les Collins au presbytère de Hunsford (Old Rectory à Teigh, alors dans le Leicestershire).
En juillet et août on tourna les scènes d'été : d'abord celles de Pemberley à Lyme Park (à la frontière Cheshire/Derbyshire) pour les extérieurs, et Sudbury Hall (dans le Derbyshire) pour les intérieurs (fin de l'épisode 4 et début du 5), puis la plupart des scènes se passant à Longbourn à Luckington Court, dans le Wiltshire. Septembre, à Londres, fut consacré aux répétitions des danses et au tournage en studio. Courant octobre, retour dans le Wiltshire, à Lacock pour toutes les scènes se passant à Meryton (épisodes 1 et 2 et début du 3, et épisode 6), à Brocket Hall pour les scènes du bal à Netherfield, et à Luckington Court.

#### Les deux acteurs principaux
Colin Firth a d'abord refusé le rôle. Il s'est finalement laissé convaincre par Sue Birtwistle, qui était persuadée qu'il était parfait pour le rôle. L'emploi du temps (schedule en anglais) imposant de tourner les scènes de façon non chronologique, l'acteur a trouvé difficile de commencer directement par celles situées en fin de troisième épisode, comme la demande en mariage à Hunsford, et de tourner par tranches, avec de longues périodes où il était absent. Ainsi, durant les huit semaines de tournage à Longbourn, Colin Firth n'est venu qu'une journée, avec la désagréable impression d'être dans une autre histoire, avec des gens qu'il ne connaissait pas du tout. Il ne s'est jamais senti physiquement aussi épuisé à la fin d'une prise qu'il l'a été avec son personnage de Darcy, mais il reconnaît que les suggestions d'Andrew Davies à propos de ce que Darcy pense alors qu'il a un visage impassible, l'ont beaucoup aidé à « habiter » son personnage.
Jennifer Ehle désirait tellement jouer le personnage d'Elizabeth - qu'elle adorait depuis son adolescence - qu'elle s'est délibérément foncé les sourcils la veille de son audition, pour paraître moins blonde. Le rôle fut assez écrasant : sur les cent jours ouvrables de tournage, elle savait qu'il n'y en aurait que cinq où elle ne serait pas sur les plateaux (elle passait une grande partie de son temps libre à dormir). Mais elle a « trouvé merveilleux de pouvoir passer tout un été dans la peau d'Elizabeth Bennet ». Cependant, comme pour la plupart des acteurs, le texte lui a paru difficile à mémoriser : « Shakespeare, c'est de la broutille, comparé à Jane Austen. Je crois que cela provient de ce qu'on ne perçoit le sens d'une réplique que lorsqu'elle est totalement achevée ».

## Structure

### L'image

#### Construction générale
La série comprend six épisodes, avec une montée en intensité jusqu'à la demande en mariage de Darcy qui conclut le troisième épisode.
Première partie
En effet, pour Andrew Davies, le moteur du récit est l'intérêt de Darcy pour Elizabeth, et ce pratiquement dès leur première rencontre, lorsqu'il la voit passer devant lui en lui jetant un regard ironique après s'être entendue traiter de « passable, mais pas assez jolie pour [le] tenter » (« She is tolerable, but she is not handsome enough to tempt me » en VO) pour aller en rire avec son amie Charlotte Lucas, ce qui attire à nouveau son regard. Il lutte en vain contre cette attirance, de plus en plus marquée malgré tous les reproches qu'il peut faire à sa famille, et qui aboutit à son arrogante demande en mariage.
Parallèlement, dans cette partie, Elizabeth, qui est restée sur sa première impression, le déteste cordialement et l'observe avec ironie et irritation, parfaitement inconsciente de l'effet qu'elle produit sur lui. Elle croit aveuglément ce que Wickham lui raconte parce qu'elle a été blessée dans son orgueil par la méchante remarque initiale de Darcy. Toutes les conversations qu'elle a avec Darcy ont des allures de duel à fleurets plus ou moins mouchetés, qu'elle gagne, ce qui la rend encore plus séduisante pour lui, même si, à la fin de cette première partie, il part, humilié par son refus justifié, très maître de lui en apparence (il sort en fermant calmement la porte, après avoir poliment affirmé à Elizabeth qu'il « comprend parfaitement [ses] sentiments » et lui offre ses « meilleurs vœux pour [sa santé] et [son] bonheur »), alors qu'il bout de colère.
Deuxième partie

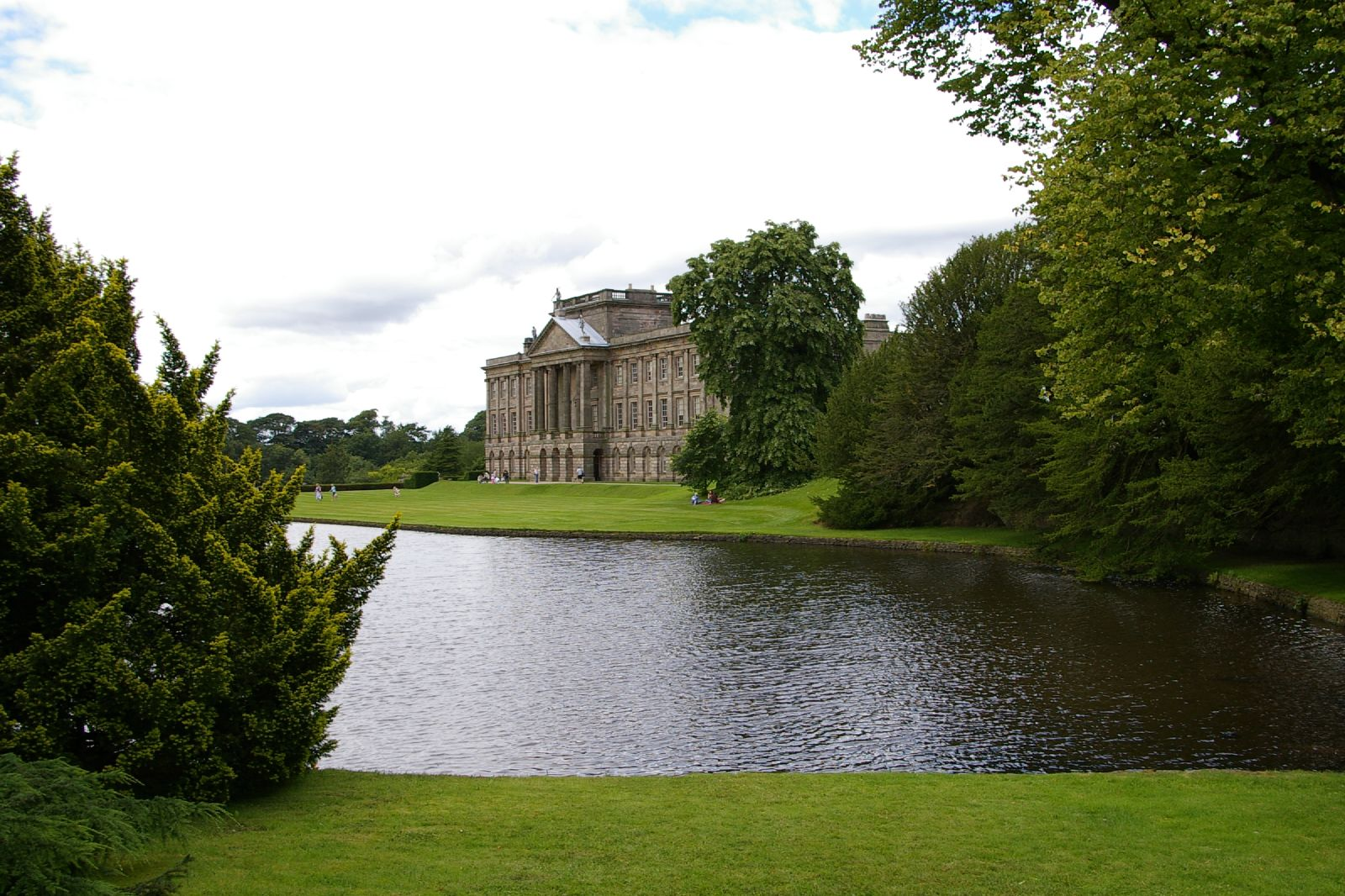
Pemberley, tel que le découvre Elizabeth en arrivant (Lyme Park, façade sud).

Les trois épisodes suivants s'attachent à l'évolution des sentiments d'Elizabeth, qui passe du dépit de s'être laissée tromper par l'apparence, en ce qui concerne Wickham et Darcy, à la surprise, en entendant les éloges qu'en fait l'intendante de Pemberley, accentuée par l'attitude de Darcy lui-même. Andrew Davies suggère que Darcy a essayé d'oublier Elizabeth, dans une scène symbolique : la séance d'escrime, où il combat, et gagne, contre le maître d'arme, avant de dire : « Je dois vaincre cela, je le dois ! » (« I shall conquer this. I shall! »), ; mais dès qu'il la revoit, après la sidération de la surprise, il cherche à lui montrer qu'il a tenu compte de ses reproches, et qu'il est prêt à renouer avec elle.
Elizabeth passe successivement d'une émotion tendre, pendant la soirée à Pemberley, à la détresse, à l'idée devenue insupportable qu'il pourrait la mépriser à cause de Lydia ; puis à la gratitude quand elle découvre le rôle qu'a joué Darcy dans le mariage de Lydia, rôle qu'il a voulu garder secret car il ne veut pas se l'attacher par reconnaissance ; à l'amour accepté enfin, qui lui permet de tenir tête à Lady Catherine, de faire le premier pas lorsqu'il revient après les fiançailles de Jane et Bingley, et de le défendre devant son père.

#### Découpage en épisodes
Chaque épisode doit, pour des raisons évidentes, se terminer sur un élément important qui entretient le suspense, ou, au moins, l'intérêt.

##### Épisode 1
Le premier épisode a valeur d'exposition. Outre la présentation de la famille Bennet, et des soucis matrimoniaux des deux aînées, qui voudraient bien se marier par amour, il montre le bal bon enfant à Meryton et le séjour de Jane et Elizabeth à Netherfield. Des scènes du roman sont supprimées (la soirée où Darcy invite Elizabeth à danser un reel), fondues entre elles ou transformées. Ainsi la promenade dans le parc du roman est remplacée par la scène où Darcy regarde intensément Elizabeth par la fenêtre de sa garde-robe (avec la première occurrence du thème musical spécifique aux relations Darcy/Elizabeth, ce qui suggère qu'il pense à elle en prenant son bain, et anticipe la scène où il la regarde jouer avec le chien).
L'épisode s'achève sur le retour des deux sœurs chez elles, Jane rêveuse et Elizabeth très soulagée de s'en aller. Darcy regarde partir la voiture et affirme à Miss Bingley qu'il ne regrette pas du tout le départ d'Elizabeth, mais la musique contredit ses paroles, puisqu'on entend à nouveau le thème romantique noté ci-dessus.

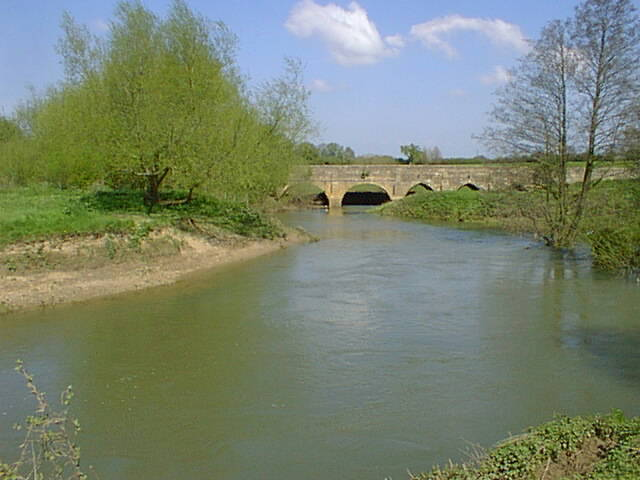
Le pont (sur l'Avon, à Lacock) qu'empruntent les demoiselles Bennet et Mr Collins pour arriver à Meryton (2e épisode).

##### Épisode 2
Il débute par l'annonce de l'arrivée de Mr Collins, dont le séjour est l'occasion de scènes comiques, alternant avec la rencontre-choc Darcy/Wickham, et la patiente et sournoise construction d'un Darcy injuste et cruel par ce dernier. C'est vers le milieu de cet épisode que se situe le fameux bal de Netherfield, longue séquence très symbolique pour les relations des deux héros, suivi du dîner somptueux.
L'épisode s'achève sur la vision de Mrs Bennet en larmes en voyant Mr Collins, vexé d'avoir été  refusé par Elizabeth, partir chez les Lucas où l'a invité Charlotte, perdant ainsi tout espoir de se voir honorablement débarrassée de sa seconde fille.

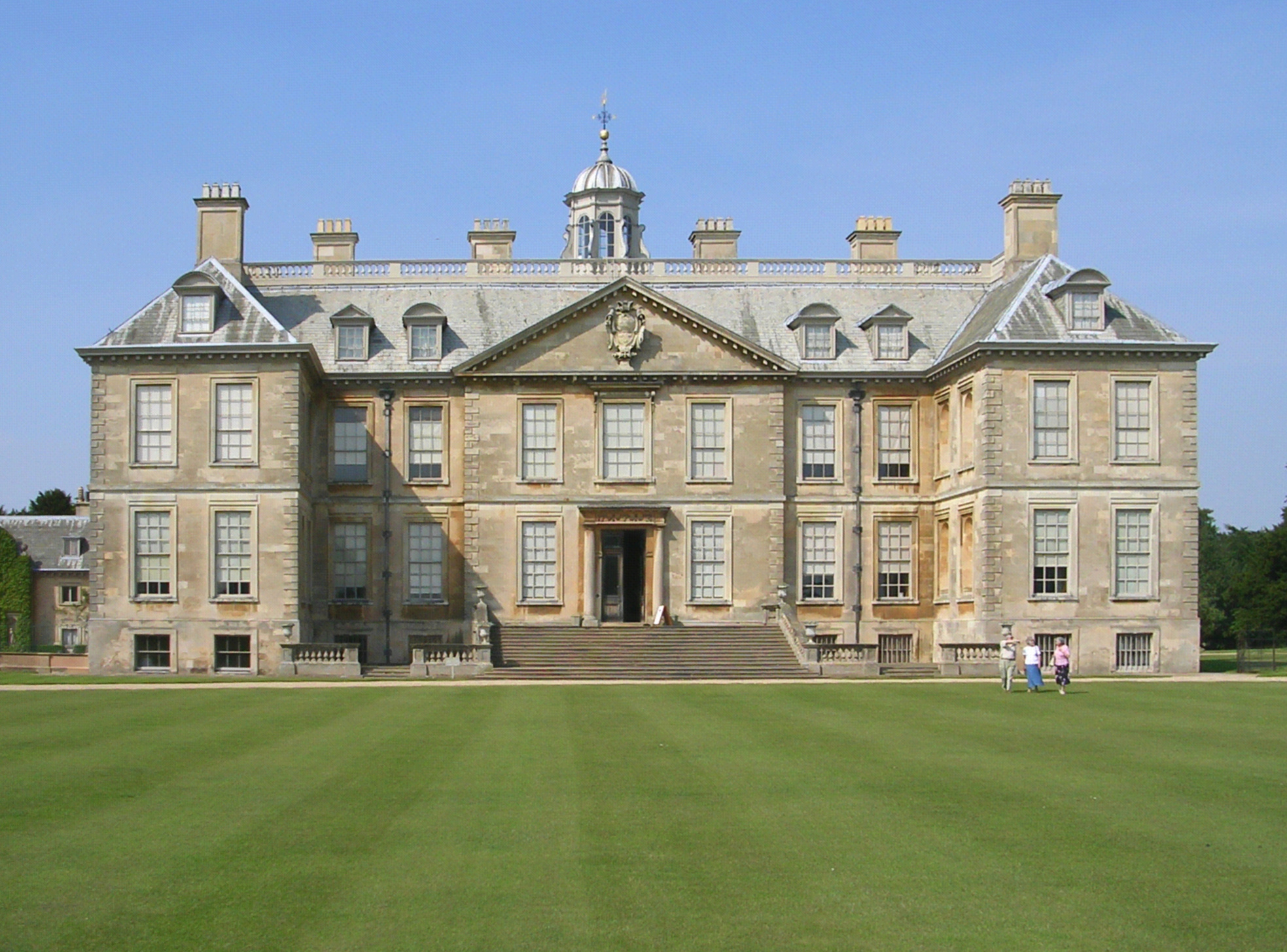
Belton House dans le Lincolnshire, demeure de la Restauration anglaise, est Rosings Park, la propriété de Lady Catherine.

##### Épisode 3
Le troisième débute par l'annonce surprise des fiançailles de Charlotte avec Mr Collins, prélude à d'autres nouvelles : l'espoir de Miss Bingley de voir son frère épouser Georgiana Darcy, mettant fin aux rêves de Jane, et la « trahison » de Wickham courtisant les 10 000 livres de Miss King, une petite rousse « pas très jolie », acceptée avec philosophie par Elizabeth.
Il s'achève, cinq mois plus tard, au presbytère de Hunsford où Elizabeth, venue passer six semaines chez son amie, vient de décliner avec colère et indignation une deuxième demande en mariage, dans une scène d'une grande intensité dramatique.

##### Épisode 4
Le quatrième commence par une longue séquence de vingt minutes montrant d'abord un Darcy très dépité, passant la nuit dans sa chambre à Rosings Park à écrire (texte en voix off) sa lettre d'explication, ce qui l'oblige à se remémorer des souvenirs visiblement très douloureux, puis dans le parc, remettant d'un air très froid la lettre à Elizabeth, qui commence à la lire. Pour des raisons de construction dramatique, les deux parties de la lettre sont inversées par rapport au roman : la partie consacrée à Wickham vient en premier, quand on voit Darcy écrire ; celle consacrée à Jane, en second, ce qui permet de montrer les réactions successives d'Elizabeth quand elle lit la lettre et qu'elle est forcée d'admettre les explications de Darcy.
L'épisode se termine à Pemberley. L'approche des Gardiner et d'Elizabeth à Pemberley prend la dimension d'une quête initiatique ; la révélation du château « dans sa beauté nue » prépare à la rencontre imprévue sur la pelouse, en point d'orgue, suivie de la rencontre avec Darcy, qui se montre résolument ouvert et agréable, et tout disposé à renouer avec une Elizabeth troublée et émue lorsqu'il l'aide à remonter en voiture, en souhaitant la « revoir très bientôt ».

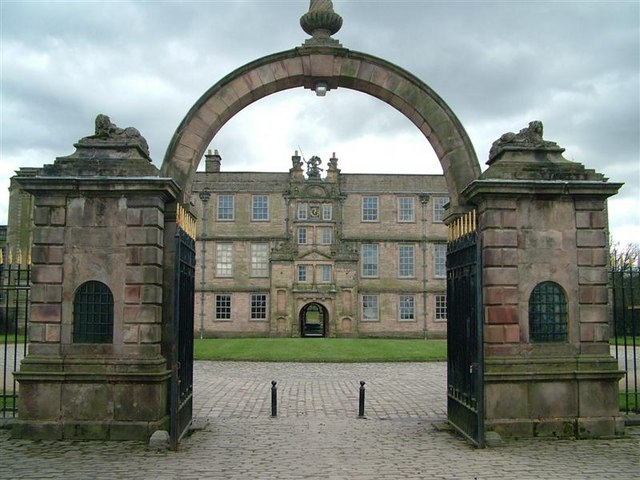
L'entrée de Pemberley, (Lyme House, côté nord)

##### Épisode 5
Au début se situe la présentation, à l'auberge de Lambton, de Georgiana à Elizabeth (en l'absence des Gardiner, contrairement au roman), puis l'action s'accélère : le début d'amitié entre Georgiana et Elizabeth et l'entente entre Darcy et Elizabeth, que Miss Bingley renforce sans le vouloir au cours de la réception à Pemberley, sont interrompus par la nouvelle de l'enlèvement de Lydia par Wickham, qu'Elizabeth ne peut s'empêcher de dévoiler à Darcy venu la voir à l'auberge (la raison de sa venue n'est pas plus expliquée que dans le roman).
L'action de Darcy à Londres pour retrouver les deux fuyards est présentée au spectateur à sa place chronologique, en courtes scènes alternant avec des scènes tragi-comiques à Longbourn ; et Elizabeth, qui ne connaît que ce que lui a écrit son oncle, confie à sa sœur, à la fin de l'épisode, son trouble et sa crainte d'être méprisée par un Darcy auquel elle ne cesse de penser (le générique de fin se déroule sur un gros plan de la tête de Darcy, l'air sombre).

##### Épisode 6
Le sixième commence avec la joie parfaitement inconvenante de Mrs Bennet de savoir sa plus jeune fille mariée, ce qui contraste avec l'air sévère des Gardiner et de Darcy, témoins au mariage. Après le départ des jeunes mariés qui ont fait étape à Longbourn, sur la route de Newcastle (ce qui permet à Elizabeth d'apprendre le rôle joué par Darcy dans le mariage de sa sœur, et de faire comprendre à Wickham qu'elle sait qu'il lui a menti), le temps semble s'étirer (courtes scènes muettes, accompagnées par l'air joué au piano par Mary) puis s'accélère avec l'annonce du retour de Bingley. L'action est plus resserrée que dans le roman, les dialogues d'Elizabeth raccourcis, que ce soient ceux avec Lady Catherine, avec Darcy au cours de sa deuxième demande en mariage, avec Jane pour lui annoncer ses fiançailles, et avec son père.
En revanche l'épisode se conclut sur la scène (ajoutée) du double mariage à l'église, avec le texte officiel de la liturgie anglicane, qui permet de voir en arrière-plan tous les invités. C'est une façon élégante de montrer ceux qui acceptent plus ou moins volontiers les deux unions, en y participant : celle qui les refuse (Lady Catherine, seule avec sa fille), ceux qui sont mis à l'écart (Les Wickham, dans leur chambre à Newcastle). Ce dernier épisode s'achève dans une ambiance enneigée avec le départ des deux calèches de noce, à deux chevaux pour Jane et Bingley, à quatre chevaux pour Elizabeth et un Darcy très souriant à présent, qui se penche lentement vers sa femme pour l'embrasser, baiser non présent dans le roman, et que Jane Austen aurait certainement jugé assez « improper » (« indécent »), mais qui répond aux attentes des spectateurs actuels.

### Le son
La musique joue un rôle essentiel, que ce soit la « musique de fosse » ou la « musique d'écran », c'est-à-dire celle que jouent ou chantent les personnages.

#### Musique de fosse
Carl Davis a créé une musique « de fosse » originale pour la série. C'est d'abord la musique du générique, légère et dansante, un 6/8 plein de vitalité. Deux thèmes apparaissent : le premier lié au caractère d'Elizabeth et de la famille Bennet, avec des échos de cor rappelant que le thème du livre est la chasse aux maris ; le second, plus lyrique, concernant le mariage et les affaires de cœur. Ils reviennent régulièrement, interprétés piano dans les scènes intimes, avec des tempi différents en fonction des scènes : lyrique et lent quand Elizabeth se promène dans les jardins de Pemberley puis descend vers le lac, triomphant et rapide à la fin, quand s'ébranlent les deux calèches des mariés.
Carl Davis a composé au piano en visualisant les vidéos, et a créé des thèmes particuliers pour souligner, par exemple, le caractère burlesque de Mr Collins par l'emploi d'un basson quand il entreprend son voyage vers Longbourn, ou l'aspect pompeux de Lady Catherine, en pastichant une ouverture d'opéra baroque lorsque les Collins amènent leurs invités à Rosings ou quand Lady Catherine vient chez les Bennet. Il intègre deux fois du Mozart : quand Elizabeth et sa famille montent l'escalier de Netherfield, le soir du bal (extrait de l'acte III des Noces de Figaro) et quand Darcy traverse la galerie de Pemberley et s'arrête dans la salle de musique (une version orchestrale de l'air de Chérubin, du même opéra, qu'Elizabeth a chanté).
Un thème très romantique et bucolique, joué aux bois et aux vents, souligne le lien qui se crée entre Darcy, Elizabeth et Pemberley. Il apparaît à Netherfield (épisode 1) quand Darcy regarde, de l'étage, Elizabeth qui joue dehors avec un grand chien, puis plus tard, de la salle à manger, la voiture qui la ramène à Longbourn. Il réapparaît quand ils se croisent dans le parc de Rosings, lui à cheval, elle à pied, puis quelques mesures, en contre-point ironique, accompagnent sa relecture des lettres de Jane juste avant qu'il ne vienne faire sa première déclaration (épisode 3). On l'entend, amplifié, à l'arrivée des Gardiner à Pemberley ; lorsqu'on voit Darcy arriver à cheval puis plonger dans l'étang tandis qu'elle contemple son portrait dans la galerie ; lorsqu'ils marchent côte à côte dans le parc puis qu'il l'aide à monter dans la voiture (épisode 4). Il revient une dernière fois lorsque, dans l'allée bordée de châtaigniers, il lui dit que « ni [ses] vœux ni [ses] sentiments n'ont changé » et qu'elle lui avoue que les siens en revanche ont bien évolué (épisode 6).

#### Musique d'écran
C'est celle que jouent ou chantent les personnages, puisque jouer d'un instrument et chanter faisaient partie des accomplishments (arts d'agrément), et qui montre leur personnalité ; c'est aussi celle des morceaux à danser, joués au piano par Mary dans les soirées amicales, ou par des musiciens appointés pour les bals mensuels de Meryton ou le bal privé de Netherfield.
Musique et chant

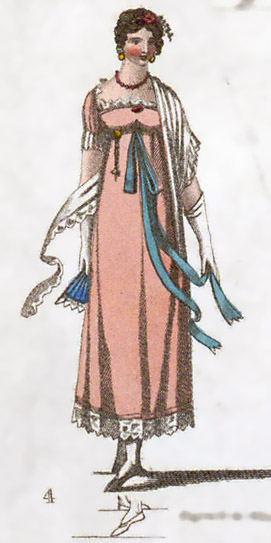
Polly Maberly et Julia Sawalha durent mémoriser les pas codifiés de quinze danses.

Ainsi, Mary martèle L'harmonieux forgeron (de la suite no 5 pour harpe de Haendel), puis des airs à danser à Lucas' Lodge, chante à Netherfield la traduction anglaise de Ombra mai fu du Xerxès de Haendel, un air trop difficile pour elle, et joue pour Noël le célèbre God Rest Ye Merry, Gentlemen, que fredonne Maria Lucas, Mrs Hurst joue La Marche turque, de la sonate pour piano K 332 de Mozart, Elizabeth en joue le premier mouvement à Rosings, et chante à Pemberley la version anglaise de Voi, che sapete, la sérénade de Chérubin, dans le deuxième acte des Noces de Figaro : « Tell me what Love is » (dites-moi ce qu'est l'amour), amusante transposition à l'écran de l'ironie de Jane Austen. Georgiana enchaîne avec du Beethoven. Au cours de la soirée qui suit le départ des Gardiner, elle joue un extrait de la quatrième sonatine de Muzio Clementi.
Carl Davis a voulu utiliser le piano-forte, l'instrument qui était effectivement joué à l'époque, ce qui donne plus d'authenticité. Il a aussi tenu à ce que les actrices apprennent vraiment les morceaux, même si, au tournage, elles jouent sur des pianos muets, le morceau joué par lui-même leur parvenant par une oreillette.
Musiques à danser

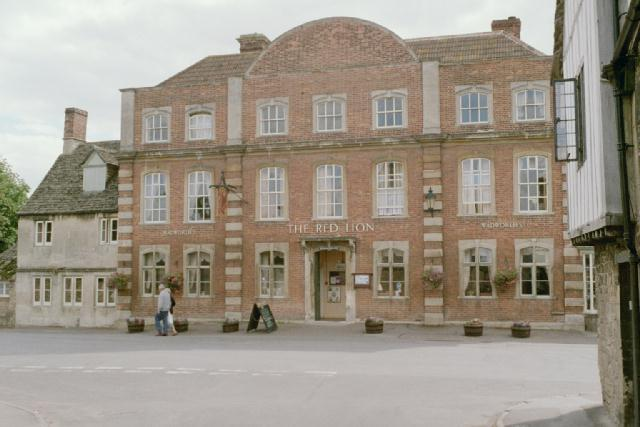
La façade de The Red Lion, où est censée se trouver la salle de bal de Meryton.

La danse jouant un rôle essentiel dans la vie sociale de l'époque, et les bals un rôle fondamental dans l'intrigue du roman, il est normal que les scènes de danse soient particulièrement soignées dans le téléfilm.
La chorégraphe Jane Gibson s'est servie d'un recueil intitulé The Apted Book of Country Dances de W.S. Porter, contenant la musique et les instructions pour les pas. Quinze contredanses ont été choisies, chorégraphies et répétées, Polly Maberly (Kitty) et Julia Sawalha (Lydia) qui devaient toutes les danser, n'eurent que trois jours pour toutes les mémoriser.
Les musiques des deux bals, si différentes, jouées (en playback) à l'écran par des musiciens professionnels, participent à l'intrigue et soulignent les différences sociales : à Meryton, les danses jouées par trois authentiques musiciens de danses campagnardes (barn dances), sont enlevées et ont un aspect populaire, alors qu'à Netherfield un petit orchestre de huit musiciens joue des danses plus solennelles, un peu surannées même, comme Mr Beveridge's Maggot, que dansent Darcy et Elizabeth. Le tournage de l'épisode du bal de Netherfield fut programmé sur trois jours seulement, la location de la salle de bal de Brocket Hall « coûtant une fortune ».

#### Fonction de la musique
Musique de fosse et musiques d'écran ne sont pas totalement séparées : dans la scène de l'épisode 4, à Pemberley, Georgiana joue l'Andante en Fa de Beethoven, sursaute en entendant Miss Bingley citer Wickham, et reprend son morceau, réconfortée par l'aide discrète et intelligente d'Elizabeth, tandis qu'une transcription orchestrale accompagne progressivement le piano, soulignant l'échange amoureux des regards entre Elizabeth et Darcy, et que, la musique de fosse s'amplifiant dans un style romantique, on voit Darcy, Bingley et Georgiana accompagner à l'extérieur leurs hôtes qui prennent congé. La musique a ici plusieurs fonctions : elle matérialise le lien qui se crée entre Giorgiana et Elizabeth (alors qu'il pourrait y avoir rivalité ou jalousie) mais accompagne aussi le regard de Darcy qui contemple Elizabeth. Ils se sont compris sans un mot, et le thème romantique souligne cette nouvelle connivence entre eux.
La musique est une voix narrative qui parfois sait se taire, laissant s'installer le silence, comme quand Elizabeth accompagne Lady Catherine dans le « petit bois », ou s'arrêter net, par exemple quand Elizabeth voit Darcy, qui ne l'a pas encore vue, arriver à Pemberley. Parfois au contraire, elle couvre les voix (celle de Mrs Bennet assez souvent). Lorsqu'elle est totalement absente, elle laisse libre cours aux dialogues, les dramatisant parfois par son absence même : la musique encadre les joutes verbales entre Darcy et Elizabeth et les scènes d'affrontement (la première demande de Darcy, la scène avec Lady Catherine) mais se tait pendant le déroulement de la scène.

#### Les voix
Les dialogues
Ces dialogues étant nombreux dans le roman, Andrew Davies n'a eu que l'embarras du choix, et en a gardé beaucoup. Parfois, cependant, il lui a fallu mettre en mots des passages narratifs ; il a aussi transformé des réflexions d'Elizabeth en confidences de celle-ci à Jane (épisode 5), ou en remarques de Mrs Gardiner (épisode 4). Enfin, il a créé des répliques explicites (comme l'explication de l'entail ou le désir d'Elizabeth de ne se « laisser amener au mariage que par l'amour le plus profond »).
Parfois, l'image étant suffisamment parlante, il a jugé les mots inutiles ou redondants : quand Elizabeth avoue à Darcy qu'elle répond maintenant à ses sentiments, seuls le frémissement de son visage, et, lorsqu'ils reprennent leur marche, son épaule qui touche par instants celle d'Elizabeth, montrent combien il en est heureux. Jane Austen, dans le roman, ne cite pas non plus les mots par lesquels il exprime son « profond bonheur ». C'est la musique de fosse, reprenant à ce moment précis le thème bucolique récurrent, qui traduit ici les sentiments de Darcy.
La voix off
Son usage est exclusivement réservé à la lecture des lettres. Pour la lettre d'introduction de Mr Collins (épisode 2), Mr Bennet la lit à haute voix, à table, puis poursuit en voix off, tandis qu'on voit Mr Collins, l'air suffisant, à la porte de son église. C'est la voix de Mr Collins qui poursuit la lecture, redondante, puisqu'à l'image on le voit accomplir le voyage qu'il est en train de décrire, mais caractérisant parfaitement le personnage et son style.
La dramatisation de la lettre de Darcy (qui occupe les vingt premières minutes du 4e épisode) est obtenue par les flash-back, entrecoupés par les plans successifs sur son visage aux traits de plus en plus tirés, pendant qu'on entend le texte en voix off. Au fur et à mesure qu'il s'enfonce dans les confidences sur ses relations avec Wickham, il ôte sa veste, puis sa cravate et son gilet, terminant avec le col de chemise largement ouvert. Ce dépouillement vestimentaire, parallèle au dévoilement psychologique, montre, par cette position de faiblesse inattendue chez un personnage en apparence aussi sûr de lui, une richesse émotionnelle cachée. Parallèlement, lorsque Elizabeth lit la partie consacrée à Jane, on voit sa vision exagérée (le pauvre Bingley ou Jane dominés par un Darcy implacable en contre-plongée), puis les retours en arrière soulignant, en l'amplifiant, le « manque total de convenances » de sa famille, comme si elle était progressivement forcée d'admettre le point de vue de Darcy.

#### Les bruits
Les bruits d'ambiance, comme le brouhaha des conversations pendant les diverses réceptions, les bruitages (galop d'un cheval, cri d'oiseau dans le silence de la nuit ou roucoulements de colombes dans le parc de Pemberley, bruits de pas, tintement d'un verre de cristal heurté par une carafe, sonnerie d'une porte d'entrée, craquement des bûches dans la cheminée, etc.) créent un relief sonore et une « atmosphère ». Enregistrés par l'ingénieur du son (John Downer), sur une bande son séparée, ils se mêlent parfois à la musique d'ambiance, pour renforcer l'effet recherché, comme le claquement des sabots des chevaux de la voiture des Gardiner dans l'allée conduisant à Pemberley.

## Du roman au téléfilm

### Les personnages à l'écran

#### Darcy

##### Le regard
Contrairement au roman où tout, ou presque, est vu à travers le regard et les réflexions d'Elizabeth, la série fait la part belle à Darcy, mettant en évidence ce qui n'est qu'esquissé, ou sous-entendu, dans le roman. Ainsi, dans la première partie, Darcy est souvent montré en train de fixer Elizabeth (dès le bal de Meryton), quand il n'est pas en caméra subjective. Il admire ses « beaux yeux » et la pourchasse du regard : il a le regard prédateur qui « chosifie » la femme. Un homme de son rang est persuadé que celle qu'il a remarqué répondra favorablement à ses avances, seuls comptent ses sentiments à lui, mais Darcy devra apprendre à considérer Elizabeth non comme une proie, mais comme une personne.
C'est dans la deuxième partie que le regard comme moyen de communication est particulièrement mis en évidence. Dans une société corsetée comme celle de la période georgienne et de la Régence anglaise, où le contact physique entre hommes et femmes est réduit à une poignée de main, la chaleur d'un regard a des connotations quasi sexuelles. Cela est particulièrement visible dans la scène à Pemberley au cinquième épisode, très étoffée par rapport au récit : là où le roman expose les réflexions d'Elizabeth ou les remarques de la narratrice omnisciente, la diégèse (la « narration cinématographique ») présente des attitudes. Le regard de Darcy embrasse sa sœur et Elizabeth, côte à côte au piano, puis, lorsque cette dernière revient réconforter Georgiana perturbée par l'allusion perfide de Miss Bingley à Wickham, accroche avec amour et gratitude le regard d'Elizabeth, rempli de tendresse et de compréhension.

##### La personnalité complexe
La personnalité de Darcy apparaît à travers la mise en image d'éléments narratifs du roman, comme les brèves scènes qui illustrent l'écriture de sa lettre à Elizabeth, plus courte, partant, plus sèche que le texte original ou le montrent en « ange de justice » lorsqu'il se lance à la recherche de Lydia et Wickham, alors que, dans le roman, Elizabeth n'en apprend les détails qu'après coup, par la longue lettre de sa tante Gardiner, ne découvrant d'autres aspects de ce complexe personnage que dans les conversations qu'ils ont après leurs fiançailles.
Cette complexité apparaît aussi grâce aux scènes ajoutées. On voit Darcy chasser, fréquenter une salle d'armes, se déplacer, à cheval ou en voiture : Londres, Ramsgate, le Kent, le Hertfordshire, le Derbyshire, les distances entre ces lieux demandent du temps et des moyens. Ces éléments de la vie d'un homme riche, Jane Austen n'avait pas besoin de les évoquer car de son temps ses lecteurs les connaissaient, tandis que le spectateur moderne, et surtout la spectatrice, a besoin de voir vivre un héros masculin qui doit se montrer digne de gagner l'amour de l'héroïne.

##### Une scène symbolique
Andrew Davies a également voulu montrer ce qui n'apparaît pas dans le roman, à savoir que Darcy est un jeune homme qui peut avoir besoin de se libérer parfois du carcan des responsabilités qui lui incombent, en tant que propriétaire d'un très vaste domaine et tuteur de sa jeune sœur. C'est ainsi qu'il justifie la fameuse scène de la plongée dans le lac comme « un court répit dans ses obligations et l'agitation de son âme tourmentée et malheureuse ». Symboliquement, on pourrait dire que Darcy, lorsqu'il rentre chez lui, dans son domaine, qui a des allures de paradis loin de la mesquinerie du monde, a besoin de se laver des souillures du monde extérieur ; c'est aussi une scène de purification, au cours de laquelle il se « dévêt » de son orgueil et se « lave » de ses préjugés sociaux, qui symbolise sa transformation.

#### Elizabeth

##### Une lecture féministe
Cependant, le caractère indépendant, spirituel et enjoué d'Elizabeth est aussi mis en valeur, de même que sa vivacité et son énergie physique. À la différence de l'adaptation précédente où Elizabeth Garvie incarne une Elizabeth plutôt sédentaire et posée, on la voit courir, sauter un échalier, dévaler les escaliers, faire de longues promenades solitaires dans la nature ; on la sent vibrante et pleine de vie, et c'est cette énergie qui attire Darcy, qui n'a jamais eu l'occasion, jusqu'alors, de rencontrer une personne aussi peu conventionnelle, aussi extraordinaire, aussi à même de lui tenir tête, aussi peu intimidée par sa richesse et sa position dans le monde. L'adaptation souligne ainsi une lecture féministe de l'œuvre de Jane Austen : les hésitations de Darcy à engager la conversation avec Elizabeth, sa façon de tourner comme un ours en cage à Hunsford avant de présenter sa demande, suggèrent le pouvoir qu'elle exerce sur lui.

##### Le porte-parole de l'auteur
Comme Darcy, on la voit observer (mais avec un sourire ironique et des yeux rieurs) la société qui l'entoure, sans beaucoup d'illusions sur les gens. C'est elle qui prononce, avec ironie, la phrase inaugurale du roman : « a single man in possession of a good fortune must be in want of a wife », en réponse aux propos de sa mère qui échafaude déjà des projets matrimoniaux à l'annonce de la venue de Mr Bingley. Dans le troisième épisode, elle dit à sa sœur, au cours d'une de leurs conversations intimes, quand elle a appris que Bingley ne reviendrait plus : « Il y a peu de personnes que j'aime, et encore moins dont je pense du bien. Plus je vais et moins le monde me satisfait ». Darcy aurait pu dire cela. Mais comme elle est douée pour le bonheur, elle préfère hausser les épaules ou en rire si cela peut l'aider. Darcy, qui a tendance, lui, à regarder les autres avec un certain mépris, et s'avoue rancunier, apprendra, grâce à elle, à changer son regard, et peut-être, à se prendre moins au sérieux : à la fin du téléfilm, on le voit rire pour la première fois, en montant dans la calèche qui l'emporte avec Elizabeth loin de la société réunie à l'occasion du mariage.

#### Les autres membres de la famille Bennet
Pour Andrew Davies, les Bennet ne forment pas un groupe parfaitement soudé. Les deux duos de sœurs sont bien différenciés par leurs tenues et leur comportement : Jane Bennet (Susannah Harker), blonde, élégante et réservée, contraste avec la brune et pétillante Elizabeth (Jennifer Ehle) au visage très expressif. Kitty (Polly Maberly), un peu en demi-teinte, facilement boudeuse, entretient des relations conflictuelles avec Lydia (Julia Sawalha), expansive et un brin vulgaire. Lucy Briers, enlaidie, vêtue de façon plus austère que les autres, est une Mary au visage ingrat, à l'allure compassée et maniérée, qui joue bien techniquement mais sans âme.
L'actrice Alison Steadman accentue les défauts de son personnage jusqu'à la caricature : sa Mrs Bennet est bavarde, inconséquente, agitée, à la limite de l'hystérie. Benjamin Whitrow souligne surtout l'indolence et l'égoïsme de Mr Bennet qui s'évade dans la lecture solitaire, fuyant les criailleries et les soucis conjugaux. L'aspect et le jeu de David Bamber soulignent le ridicule de Mr Collins, mais aussi sa vaniteuse suffisance. Au lieu, comme dans le roman, d'envoyer une lettre de « condoléances » après avoir appris la faute de Lydia, il vient à Longbourn faire mine de compatir.
La mise en scène montre la relation privilégiée entre les deux aînées : souvent ensemble, elles sont toujours détachées des autres lorsque la famille est réunie. Le couple des parents est exceptionnellement rapproché dans la dernière scène, et a le dernier mot : « Trois filles mariées. Oh, Mr Bennet, Dieu s'est montré très bon pour nous ».

### Importance du paysage

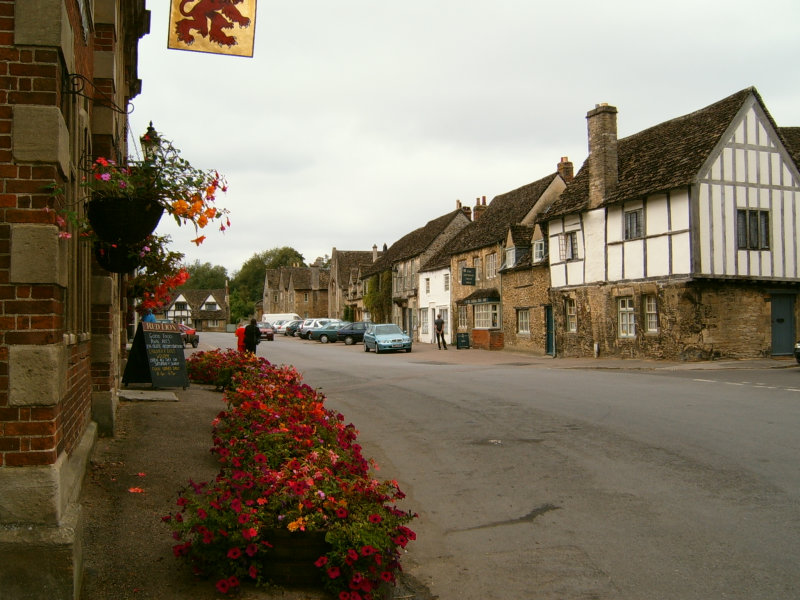
La grand rue de Lacock, avec à gauche The Red Lion, est devenue Meryton.

L'avantage du film sur le roman est de montrer le paysage lui-même, de faire du paysage, en le choisissant avec soin, un élément essentiel à la compréhension de l'histoire. Les décors offrent une image bucolique et mythique de la « Vieille Angleterre » du début du XIXe siècle et les lieux de tournage font partie du patrimoine historique britannique, faisant de la série un heritage film (film « patrimonial ») autant qu'un costume drama (film d'époque).

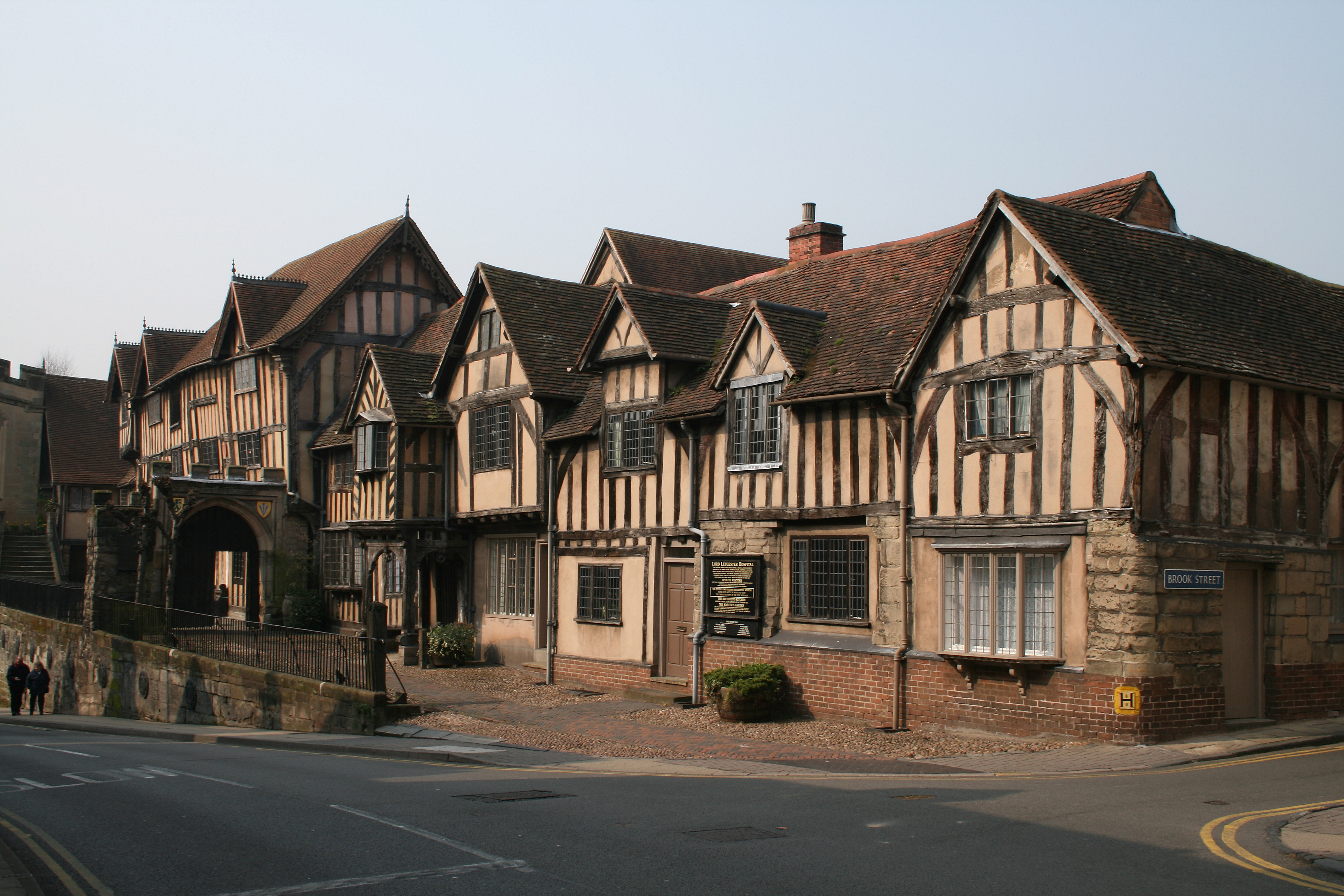
Lord Leycester Hospital, à Warwick a été utilisé comme relais de poste et pour les scènes nocturnes de Darcy à Londres.

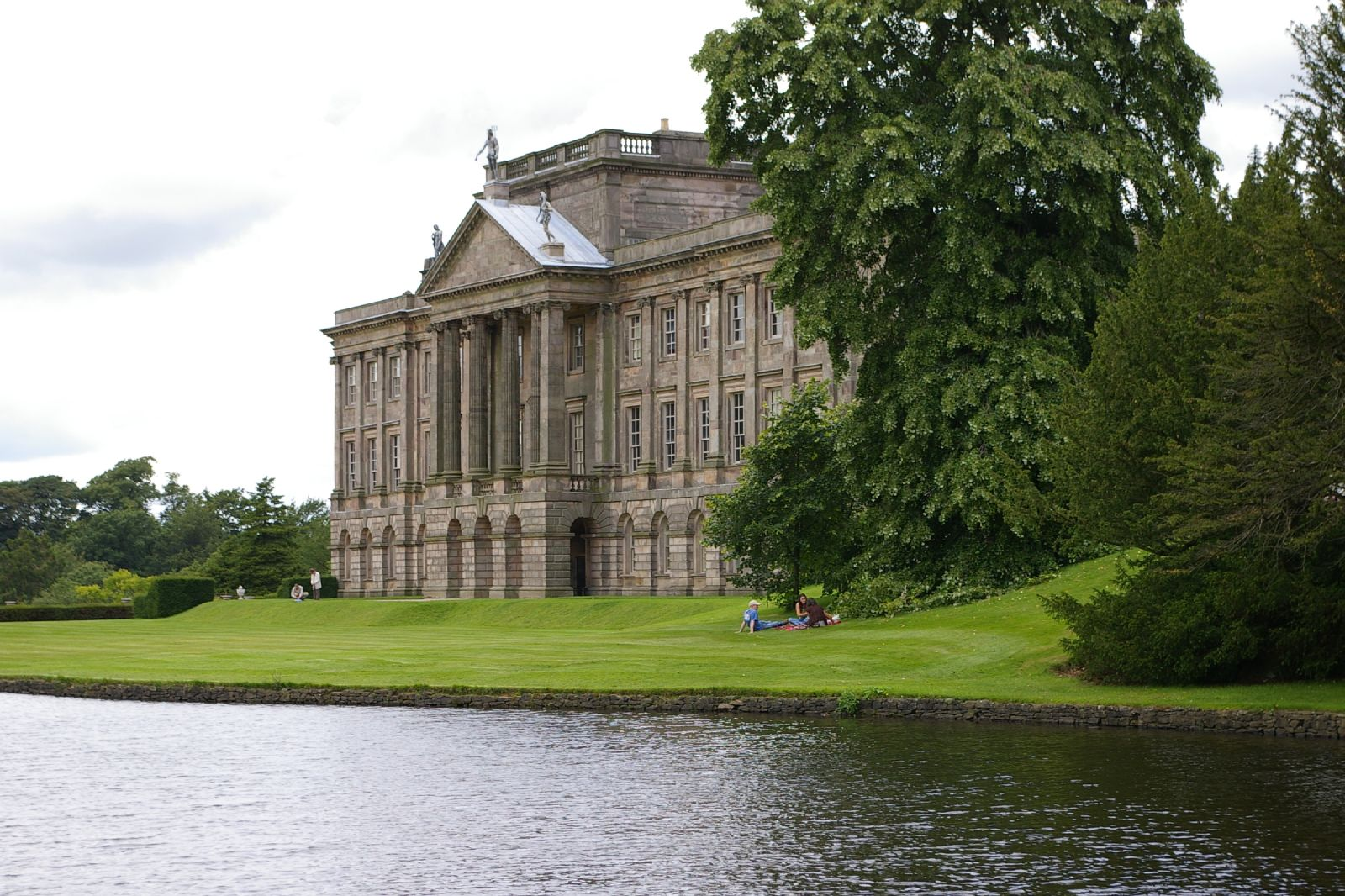
Lyme House et Lyme Park, ont servi pour les extérieurs de Pemberley.

#### Quelques lieux de tournage emblématiques
Parmi les principaux des 34 lieux de tournage figurent :
- le village de Lacock dans le Wiltshire, appartenant au National Trust qui a servi pour Meryton, et son abbaye Sainte-Marie utilisée pour quelques scènes ;
- Lyme Park, au sud-est de Manchester, dans le Cheshire et le Peak District, qui a servi pour les extérieurs de Pemberley et Sudbury Hall dans le Derbyshire, entre Uttoxeter et Derby pour l'intérieur ;
- Belton House, une magnifique demeure de l'époque de la Restauration avec un grand parc dans le Lincolnshire, appartenant aussi au National Trust qui a servi pour Rosings, et The Old Rectory à Teigh, dans le Rutland, (l'ancien presbytère de Teigh, transformé en chambres d'hôtes, propriété de Barry et Tor Owen) qui a servi pour Hunsford ;
- Edgcote Hall situé près de Banbury, dans un espace ouvert de pâturages et de bosquets, est Netherfield, (sauf pour la scène du bal, tournée à Brocket Hall, un hôtel et centre de conférence dans le Hertfordshire[86]) ;
- Luckington Court, dans la même région que Lacock, a servi pour Longbourn[87].

Les lieux et les paysages choisis reflètent la position symbolique qu'ils ont dans le roman. Longbourn est un petit domaine, Meryton une bourgade sans élégance, Netherfield une belle demeure que peut louer quelqu'un qui a 5 000 livres de rente, Rosings est splendide et lourdement luxueux, Pemberley une demeure palladienne élégante. Les lieux ont été soigneusement choisis pour montrer la différence des fortunes, de Hunsford, le petit et confortable presbytère de Mr Collins, à Pemberley, le beau et vaste domaine de Mr Darcy.

#### Le Derbyshire et Pemberley
Lydia Martin souligne l'importance conférée au décor du Derbyshire, où Elizabeth grimpe sur des rochers pour contempler un paysage répondant à l'esthétique pittoresque, puis affirme qu'elle pourrait « passer toute [sa] vie dans le Derbyshire ». Il s'agit pour elle d'une sorte de conquête métaphorique du comté de Darcy (alors que lui, au même moment, tente de l'oublier), avant sa découverte de Pemberley, qui se révèle à elle par une trouée dans les arbres, après un long chemin d'accès. Le scénario, toutefois, évite de souligner un possible attrait matérialiste d'Elizabeth : ce sont les Gardiner qui font des remarques sur la beauté et la valeur du domaine, et Darcy lui-même qui insiste pour savoir si elle apprécie Pemberley.
Lyme House est une belle demeure de style palladien dont le parc correspond parfaitement à l'esthétique de Capability Brown avec ses pelouses et ses bosquets.
La caméra balaie lentement le paysage quand la calèche des Gardiner traverse la propriété, et l'apparition du château est soigneusement mise en scène. Le lien profond de Darcy avec son domaine est dramatisé par la succession des séquences le concernant : l'arrivée à cheval, le détour par l'étang, le retour vers le château et la descente à travers la prairie le long du lac, avant la rencontre avec Elizabeth. Le spectateur est invité à comprendre que Darcy et Elizabeth peuvent se rejoindre parce qu'ils partagent le même amour pour ce paysage naturel.

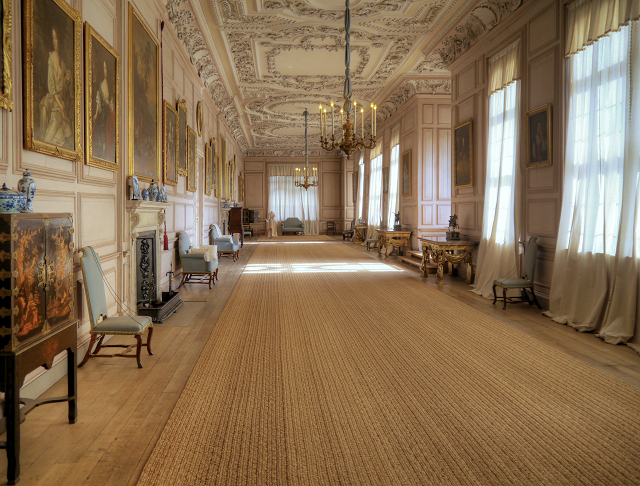
Long Gallery de Sudbury Hall, où Elizabeth contemple le portrait de Darcy.

Visiter Pemberley permet à Elizabeth de réaliser la valeur de l'offre que Darcy lui a faite en demandant sa main, et découvrir sa personnalité profonde. C'est un paysage harmonieux et équilibré, un intérieur élégant et discrètement luxueux. Mais les deux rencontres ont lieu en extérieur : la première lui montre un Darcy « déboutonné », vulnérable, débarrassé du carcan du gilet et de la cravate ; dans la seconde ils accomplissent sur une longue allée ombragée une lente promenade, préfiguration du dénouement : la présence à Pemberley « d'une telle maîtresse » et l'accueil régulier de « ses oncle et tante de la ville ». Le lien d'Elizabeth avec la nature, constamment souligné à travers les épisodes, trouve ici son apothéose, dans ce qui est présenté comme le plus beau de tous les paysages qu'elle a admirés : son intérêt pour Pemberley rejoint le désir du spectateur de la voir en devenir la maîtresse.
Pour Darcy, la rencontre d'Elizabeth sur les pelouses de Pemberley fonctionne comme une sorte de rédemption. Alors qu'elle est toujours représentée admirant la nature en toute liberté au cours de promenades, il est, surtout dans la première partie, fréquemment montré regardant dehors à travers le filtre d'une vitre, métaphore de son orgueil et des sentiments qu'il réprime. C'est d'une fenêtre du premier étage qu'il la contemple en train de jouer librement avec le chien dans le parc de Netherfield, à travers une fenêtre surélevée encore qu'il la regarde monter les marches le soir du bal. Sa première déclaration d'amour est faite dans le petit salon des Collins à Hunsford (mais quand Elizabeth se la remémore, le visage de Darcy se détache sur un paysage champêtre à travers la vitre de la malle-poste, et son ton est nettement plus tendre, signe que tous deux sont en train de changer). Pour évoluer, Darcy doit abandonner son rôle de spectateur passif et s'immerger dans le paysage. Aussi sa transformation émotionnelle est-elle illustrée par son plongeon dans l'étang, puis la lente promenade, filmée en plan large, avec Elizabeth et les Gardiner dans l'allée du parc.

## Importance et retombées

### Récompenses
- BAFTA 1996 : meilleure actrice pour Jennifer Ehle[94].
- Broadcasting Press Guild Awards 1996 : meilleur acteur pour Colin Firth ; meilleure série dramatique pour Pride and Prejudice[95].
- Writers' Guild of Great Britain : récompense à Andrew Davies pour son adaptation (catégorie : TV - Dramatised Serial)
- Emmy Award 1996 : Dina Collin, pour « une remarquable réussite individuelle dans la création des costumes pour une minisérie »[94].
- Primé au Festival de télévision de Banff (Banff World Television Festival) (Canada) : Grand prix et Rockie Award de la meilleure mini-série.
- Television Critics Association Awards : TCA Award pour une « réussite remarquable en catégories films et miniséries ».
- Peabody Award de l'université de Géorgie[96].

### Accueil

#### Accueil du public
Plus de dix millions de téléspectateurs britanniques ont vu le dernier épisode le 29 octobre 1995, 50 000 cassettes avaient été achetées en une semaine, avant même la diffusion du dernier épisode, et 100 000 vendues en Grande-Bretagne fin octobre. Chaque épisode est passé d'abord sur BBC One le dimanche soir, puis, le samedi suivant sur BBC Two. Aux États-Unis, plus de trois millions et demi de spectateurs ont regardé du 14 au 16 janvier 1996 la première diffusion sur A&E Network, en trois doubles épisodes légèrement raccourcis de 90 minutes chacun.
À la BBC on a appelé cela le « phénomène Darcy ». Les spectateurs (les spectatrices surtout), ne se sont pas contentés d'enregistrer les épisodes, ils ont acheté les cassettes et le roman. Certains commentateurs ont affirmé qu'on n'avait pas vu une hystérie pareille depuis la « Beatlemania » des années 1960. En Grande-Bretagne, l'adulation de Mr Darcy a gagné les journalistes des journaux les plus sérieux, jusqu'au Times, et Colin Firth, alors en tournage en Italie (pour Le Patient anglais), a été harcelé dès son retour. Le CD de la musique de Carl Davis s'est très bien vendu, et le roman lui-même a vu ses ventes s'envoler : 35 000 exemplaires en une semaine. Les lieux de tournage, Lyme Park en particulier, qui ont vu augmenter le nombre de leurs visiteurs de façon significative, deviennent l'objet d'un « tourisme de film », les guides touristiques mentionnant les adaptations qui y ont été tournées.
La qualité esthétique de l'image en « Super 16 » et l'intelligence de la musique de Carl Davis ont favorisé l'empathie du spectateur et contribué au succès de cette télésuite, qui s'est révélée, financièrement, une affaire exceptionnelle pour la BBC : elle a coûté environ huit millions de livres (à comparer aux 29 millions du film de Joe Wright) mais huit télévisions étrangères en ont acheté les droits, lui fournissant 500 000 livres supplémentaires avant même la fin du tournage, et en 2002, la série lui avait déjà rapporté 1 620 255 livres. Les 20 000 exemplaires du Making of de la BBC furent épuisés en quelques jours et ceux édités par Penguin Books furent des succès de librairie.
En 1999, un documentaire de 27 minutes Pride and Prejudice : The Making of est produit et distribué par la BBC (repris en bonus sur le DVD de la BBC «  Anniversary edition », sorti en 2005).
BBC Four présenta le 11 septembre 2005 Pride and Prejudice Revisited, revenant, à l'occasion de la sortie du Pride & Prejudice de Joe Wright, sur les transpositions à l'écran du roman de Jane Austen. Les divers intervenants, dont Sue Birtwistle, Gurinder Chadha, Andrew Davies, Deborah Moggach, Claire Tomalin, Helen Fielding y évoquent les diverses adaptations du roman, illustrées par des extraits, et soulignent l'importance et l'impact de cette version, qui est devenue, en quelque sorte, l'adaptation de référence. En 2011, elle reste, pour le public anglophone, l'une des trois « meilleures séries de tous les temps » avec North and South et Jane Eyre.
La série est passée en France une première fois de façon relativement confidentielle sur TMC, mais ne gagne en popularité qu'après la diffusion en salle du film de Joe Wright qui occasionne, en 2006, la première édition d'un DVD en VF et VOSTF. Depuis, les rééditions de DVD, puis plus récemment la sortie en Blu-ray, continuent à élargir et conforter son audience. C'est d'ailleurs par la diffusion de cette série qu'Arte inaugure en juin 2012 le cycle estival qu'elle consacre à Jane Austen. Selon Médiamétrie, le premier épisode, diffusé le 7 juin à 20h40, a été regardé par 947 000 spectateurs (3,7 % de parts de marché).

#### Accueil de la critique
Dans l'ensemble elle fut très élogieuse, surtout au Royaume-Uni. L'émission fut annoncée par The Independent comme « la meilleure adaptation d'une œuvre classique ». La Jane Austen Society UK, cependant, trouva à l'Elizabeth de Jennifer Ehle un joli sourire mais pas assez d'esprit. Les articles et les photos abondent dans les magazines populaires et les programmes de télévision à chaque rediffusion. La presse américaine est davantage partagée. John O'Connor, dans The New York Times loue la qualité de cette « splendide » adaptation, « peut-être un peu lente pour un public américain » et admire la prestation de l'« impérieuse sorcière » Barbara Leigh-Hunt et du « désopilant » David Bamber. En revanche People Magazine n'a pas apprécié Jennifer Ehle et a trouvé l'adaptation un peu trop « détaillée ».
En 2007 encore, Colin Firth continue d'être considéré comme le « parfait monsieur Darcy, riche, beau et chevaleresque ». Dans les bonus d'une édition restaurée sortie en 2010, les participants reviennent sur le succès critique et populaire de la série et le rôle majeur qu'elle a joué dans l'évolution et le renouvellement des costume dramas (films d'époque) : Lasting Impressions (2006) et A Turning Point for Period Drama.
En juin 2012, présentant « la plus célèbre des adaptations de Pride and Prejudice » dans le cadre de son cycle Jane Austen, Arte rappelle que cette mini-série, « finement interprétée par une troupe de brillants comédiens », est un « grand classique du petit écran mis en valeur par une adaptation et une interprétation sans faute de Jennifer Ehle et Colin Firth » et a remporté un immense succès, tant public que critique.

### Postérité

#### Les sites internet
Les sites internet consacrés à Jane Austen, les Jane Austen Society, se sont penchés sur le travail d'Andrew Davies, ont étudié la « dimension sensuelle » et la « recréation audio-visuelle », ont analysé les qualités de la série, parfois préférée au roman lui-même par certains, même si d'autres, comme Patrice Hannon, l'ont trouvée « ennuyeuse » (dreary). La plus importante est la Jane Austen Society of North America fondée en 1979, dont les publications font référence.
Le site The Republic of Pemberley est né aux États-Unis en novembre 1996 d'une poignée de Janeites « accros » de la série, désireuses, au départ, d'échanger leurs impressions. Son adresse (www.pemberley.com) existe depuis mai 1997. D'autres sites exclusivement consacrés à la série sont créés, comme The Pride and Prejudice Paradise. Les sites et forums en français sont plus rares et récents, nés après la diffusion de la version doublée sur TMC, comme The Inn at Lambton.
Les fanfictions écrites après 1996 intègrent souvent des éléments issus de la série (absents du roman) comme la scène d'introduction, la séance d'escrime ou le plongeon dans le lac.
Mais son succès relance aussi tout une « industrie paralittéraire » de réécritures, préquelles, suites et autres prolongements du roman, la plupart destinés à un public essentiellement féminin. Le premier signe apparaît avec l'arrivée de Marc Darcy dès 1996 dans la chronique hebdomadaire que fait Helen Fielding dans The Independant, qui deviendra Le Journal de Bridget Jones.

#### Bridget Jones and Cie
C'est le Wickham d'Adrian Lukis qui inspira Daniel Cleaver, le patron de Bridget, et Darcy - tel qu'il est interprété par Colin Firth - qui sert de modèle au Marc Darcy du roman d'Helen Fielding paru en 1996, un hommage indirect à celui de Jane Austen pour l'intrigue et le caractère des personnages, et à la série de la BBC, puisque Bridget fait une fixation sur Darcy/Colin Firth. Et Marc Darcy est interprété dans l'adaptation cinématographique par… Colin Firth lui-même, que ce rôle parodique aida à se libérer de l'emprise du personnage de Jane Austen.
La scène montrant un « Colin "Wet-Shirt" Firth » a eu un succès inattendu. Outre qu'elle est à l'origine d'une Darcymania hystérique chez certaines fans qui se repassent la scène en boucle, elle a aussi inspiré la chute dans le lac de Hugh Grant dans le film de 2001 Le Journal de Bridget Jones, et la bagarre dans la fontaine dans la suite tournée en 2004 : Bridget Jones : L'Âge de raison. Plus récemment (en 2007) St Trinian's met en scène Geoffrey Thwaites (Colin Firth), qui se présente en chemise blanche mouillée devant Madame Fritton (Rupert Everett), après être tombé dans la fontaine. Orgueil et Quiproquos (Lost in Austen) reprend aussi la scène en 2008, Amanda Price réclamant au Darcy du roman de la jouer pour elle.